# Wódka

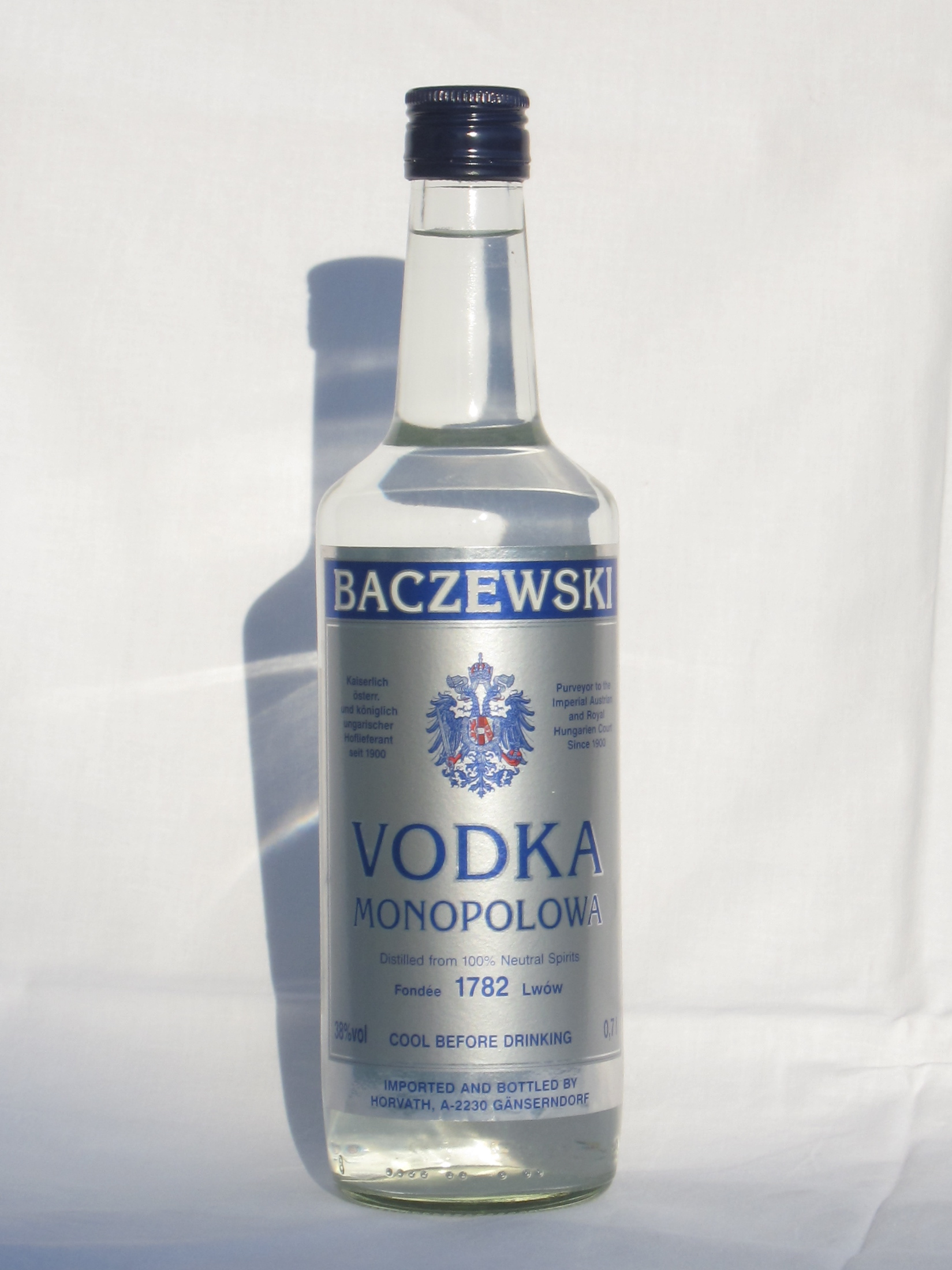
Austriacka wódka z polskim rodowodem J.A. Baczewski

Wódka – wysokoprocentowy napój alkoholowy uzyskiwany przez zmieszanie w odpowiednich proporcjach spirytusu rektyfikowanego z wodą. Może mieć charakter czysty, bez dodatków lub smakowy. Zawartość alkoholu etylowego w wódce wynosi nie mniej niż 37,5% obj., zwykle 40% obj. Surowcami do produkcji wódek są produkty pochodzenia rolniczego, tradycyjnie zboża lub ziemniaki.
W szerszym sensie, zwłaszcza historycznym, wódkami określa się napoje alkoholowe uzyskiwane na bazie destylowanego alkoholu pozyskanego z przerobu płodów rolnych.
Do etapów produkcji wódki należy na ogół oczyszczenie surowców, parowanie mające na celu upłynnienie skrobi zawartej w surowcach, zacieranie, czyli rozkład skrobi do cukrów, fermentacja cukrów przeprowadzana przez drożdże, destylacja, rektyfikacja, mieszanie powstałego spirytusu z wodą, filtracja i rozlew.
Wódka stanowi istotny element kultury, zwłaszcza w krajach tzw. pasa wódki, w tym Polski i Rosji – państwach, które rywalizują o miano jej ojczyzny. Z jednej strony pojawia się w dawnych i współczesnych obrzędach, tradycjach, utworach literackich; jej różnorodność, sposób produkcji i spożycia stanowi pewne dziedzictwo kulturowe. Z drugiej strony jej konsumpcja jest związana z negatywnymi zjawiskami społecznymi jak pijaństwo i alkoholizm.

## Nazewnictwo

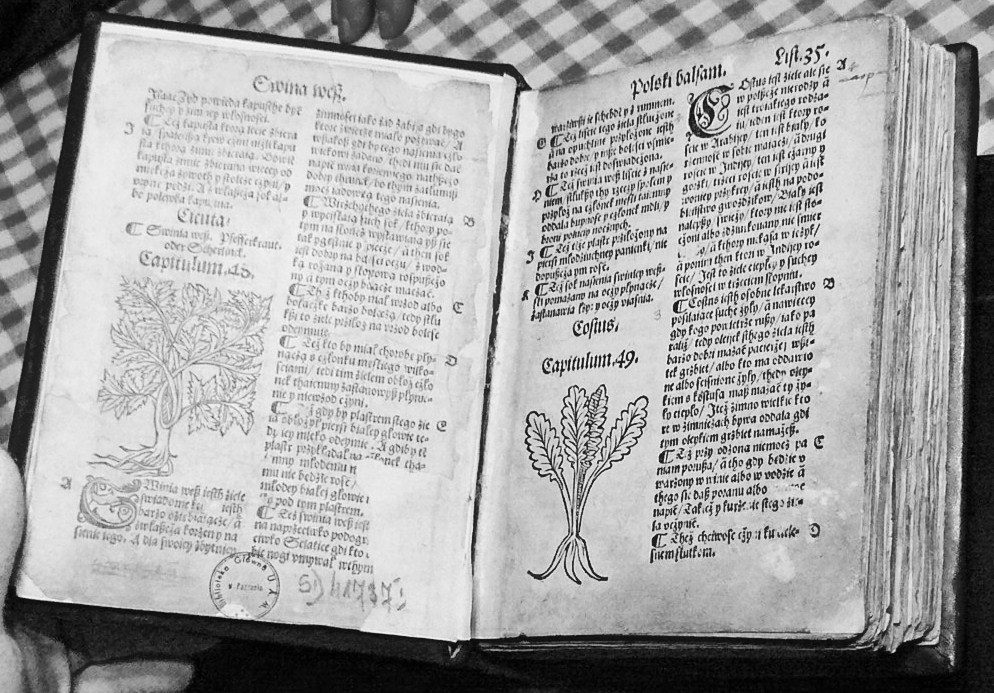
Dzieło O ziołach i mocy ich Stefana Falimirza z 1534 r., w którym po raz pierwszy odnotowano słowo wódka w znaczeniu destylatu

Słowo wódka pochodzi od słowa woda i w przeszłości miała wiele znaczeń, była m.in. nazwą kosmetyku (wódka do twarzy, wódka kolońska), środka leczniczego (wódka do płukania gardła, wódka serdeczna, kordiał → lek nasercowy), osoby, „co tylko wodę pija”, czyli abstynenta.
Pierwszy zachowany zapis słowa wódka pochodzi z okresu średniowiecza. Odnotowany został w 1405 r. w kronikach sądu ziemskiego w Sandomierzu w dokumencie o zakupie ziemi spisanym w języku łacińskim z użyciem języka staropolskiego. Słownik staropolski cytuje zapis w formie (...) per aquam vlg. wodco, a po modzidlo (pro moczidlo) co oznacza mały zbiornik wodny, staw, a więc termin pierwotnie używano w znaczeniu hydrologicznym.
Pierwszy raz w znaczeniu zbliżonym do współczesnego słowo to pojawiło się w 1534 r. w pracy O ziołach i o mocy ich autorstwa Stefana Falimirza. Termin wódka (w oryginale wodka) oznaczał wszystkie medyczne destylaty, zarówno destylowany etanol, jak i olejki eteryczne. Najprawdopodobniej nie został wymyślony przez autora, raczej zakładał on, że słowo to znane jest czytelnikom. W publikacji pojawił się także niemedyczny termin gorzałka z informacją, że znaczy on to samo co aqua vitae. Pierwszy raz słowo gorzałka wystąpiło w słowniku Murmeliusza opublikowanym zaledwie kilka lat wcześniej od pracy Falimirza, w 1528 r. Powstało ono w wyniku uniwerbizacji, zastępując wyrażenie gorzała woda → woda palna, zapalna, płonąca. W XVII w. wódka i gorzałka stały się synonimami, choć wcześniej wódka należała raczej do terminologii medycznej. Można przyjąć, że od czasu wydania utworu Wódka albo gorzałka przez Jurka Potańskiego w 1614 r. terminy te były używane wymiennie dla oznaczania destylowanych napojów alkoholowych przeznaczonych do rekreacyjnego picia. W obliczu utworzenia w Polsce (a także w Rosji) nowoczesnych przepisów prawnych w XX w. dotyczących produkcji alkoholu słowo gorzałka wypadło z użycia, stało się wkrótce określeniem potocznym i nieco przestarzałym, natomiast w powszechnym użyciu pozostała nazwa wódka.
W roku 1537 w rejonie Kujaw w łacińskojęzycznych dokumentach podatkowych pojawił się termin vinum crematum → wino palone, wypalanka. Mogłoby się wydawać, że używano go do oznaczania destylatów otrzymanych wyłącznie na bazie wina owocowego, ale podobnie jak w przypadku niemieckiego odpowiednika Branntwein taki alkohol mógł być oparty także na zbożu.
Na terenie Rosji wódkę aż do początków XX w. nazywano winem (вино, wino), podobnie jak to gronowe, lub winem chlebowym (хлебное вино, chlebnoje wino). Poza tym funkcjonowały terminy takie jak warienoje wino, goriaszczeje wino (вареное вино, горящее вино). Szacuje się, że destylacja alkoholu pojawiła się na terenie Księstwa Moskiewskiego między rokiem 1448 a 1478. Słowo wodka (водка) pojawiło się w źródłach w 1533 r. i było używane tylko w kontekście medycznym. W XVII w. pojawiało się już w znaczeniu napoju, a w XVIII w. używane było czasem w oficjalnych dokumentach, natomiast w słownikach przy tym słowie pojawiał się zawsze odnośnik do hasła wino (вино). W XIX w. terminem wodka zaczęto nazywać praktycznie wszystkie napoje spirytusowe poddawane destylacji, w tym wino chlebowe. Przy okazji wprowadzania prohibicji w 1914 r. zaistniała potrzeba wyraźnego oddzielenia w oficjalnym języku wina (wina gronowego) od wódki (napoju spirytusowego). Od 1936 r. na mocy wprowadzonego prawa wódką zaczęto nazywać tylko mieszaninę spirytusu rektyfikowanego z wodą. W związku z tym Rosjanie wódką nazywają tylko wyrób, który w Polsce nazywany jest wódką czystą. Napoje aromatyzowane (wódki gatunkowe) należą tam do kategorii likiero-wodocznyje izdielija (ликеро-водочные изделия), w której skład wchodzą naliwki, nastojki, likiory (наливки, настойки, ликёры). W Polsce natomiast wódkami określa się czasami dowolne napoje na bazie spirytusu.
W latach 50. XX w. nazwa wódka została przyjęta przez inny ważny kraj pasa wódki – Szwecję. Zastąpiła ona używaną wcześniej nazwę brännvin, która oznaczała napój spirytusowy na bazie zbóż lub ziemniaków.

## Rys historyczny

### Początki destylatów

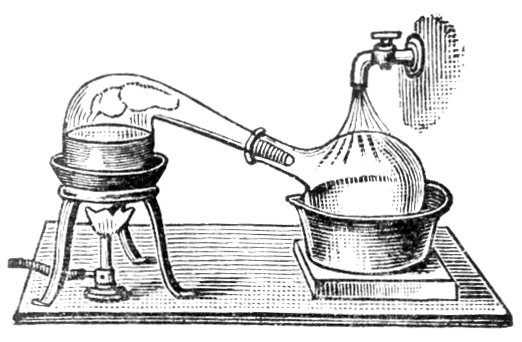
Destylacja w alembiku

Okoliczności opracowania metody destylacji nie są jasne. Za najstarsze znalezisko, które świadczy o stosowaniu tej techniki uznaje się naczynie do destylacji pochodzące z Mezopotamii (Tepe Gawra) z 3500 r. p.n.e. Pierwsze wzmianki o destylacji alkoholu pochodzą od arabskich alchemików. Jako pierwsi o destylacji wina wspomnieli w swoich tekstach Dżabir Ibn Hajjan (VIII w.) i Al-Kindi (IX w.). Skraplającą się parę alkoholu nazywano ʿaraq (‏عرق‎), co oznacza pot. Z języka arabskiego pochodzą również wyrazy alkohol, alembik, a także wyrażenie woda życia, którym określano przedestylowane wino, zlatynizowane potem na  aqua vitae i spolszczone jako okowita. Sztuka destylacji alkoholu była prawdopodobnie znana wielu łacińskojęzycznym uczonym europejskim w XIII w., ale niekoniecznie była przez nich powszechnie stosowana. Mało prawdopodobne jest również, aby tak pozyskany alkohol był używany jako napój. Taki destylat zawierał dużo zanieczyszczeń, jego moc wynosiła około 25%, z pewnością miał podły smak i mógł być przyczyną zatruć. W Europie destylację w XIII i XIV wieku stosowano przede wszystkim w medycynie, alchemii i perfumerii.
Między przybyciem Słowian na tereny przyszłej Polski a pierwszą produkcją destylowanego alkoholu w Królestwie Polskim minęło co najmniej sześć wieków. Najważniejszym napojem tego okresu było piwo; bogatsi mogli raczyć się także miodem pitnym i winem. Do Polski sztuka destylacji najprawdopodobniej dotarła wraz z polskimi medykami wracającymi ze studiów zagranicznych w Montpellier czy Salerno. Wśród nich był Mikołaj z Polski, lekarz na dworze Leszka Czarnego, który w dziele Experimenta ujawnia techniki, jakich nauczył się w Montpellier, m.in. destylację w alembiku. Już od XIV w. była ona nauczana na Uniwersytecie Jagiellońskim.

### Napój rekreacyjny
Niekwestionowane źródła na spożycie rekreacyjne destylowanego alkoholu w Królestwie Polskim datują na początek XVI w., choć zapewne do tych celów był używany już wcześniej. Podobnie w przypadku terenów Rusi wspomina się o spożyciu destylatów w tekstach autorstwa Macieja Miechowity czy Siegmunda von Herbersteina z początku XVI w.
W 1572 r. król udzielił szlachcie przywileju produkcji i sprzedaży napojów alkoholowych w obrębie ich dóbr (propinacja). Konsumpcja gorzałki rosła stale przez wiek XVII i XVIII wśród klas wyższych. Historyk Zbigniew Kuchowicz oszacował, że w XVIII w. przedstawiciele arystokracji i bogaci mieszczanie pili średnio 20 litrów napojów destylowanych (o zawartości alkoholu ok. 30%) na głowę rocznie, podczas gdy chłopi około 3 litrów, głównie podczas takich okazji jak wesela, kiedy pozwalano sobie na zbytki. Biedni pili gorzałkę destylowaną jednokrotnie. Bogaci pili gorzałkę poddaną wielokrotnej destylacji, dzięki czemu miała ona większą zawartość alkoholu, lepszy smak i mniej substancji szkodliwych dla zdrowia. Okowita destylowana trzykrotnie i rozcieńczana cieszyła się największym uznaniem. Mimo początkowych postaw potępiających picie takiego trunku (np. w utworach Sebastiana Klonowica), w XVII w. zaczęła wzrastać jego akceptacja w społeczeństwie polskim. Ulrich von Werdum goszczący w Polsce uznał wódkę za ulubiony napój Polaków, pity w zaskakujących ilościach zarówno przez mężczyzn, jak i kobiety. Mieszczanie podawali wódkę nawet dzieciom, osłabionym chorobą rekonwalescentom, kobietom ciężarnym i karmiącym. W Polsce pod trzema zaborami utrzymywano propinację, ustalając opłaty w taki sposób, aby nie zmniejszyć spożycia alkoholu i zmaksymalizować dochody. W części pruskiej propinację zniesiono w 1845 r., w austriackiej w 1889, a rosyjskiej w 1898. Na jej miejsce wprowadzono monopol państwowy, choć nie wszędzie w sposób konsekwentny.

### Surowce do produkcji gorzałki

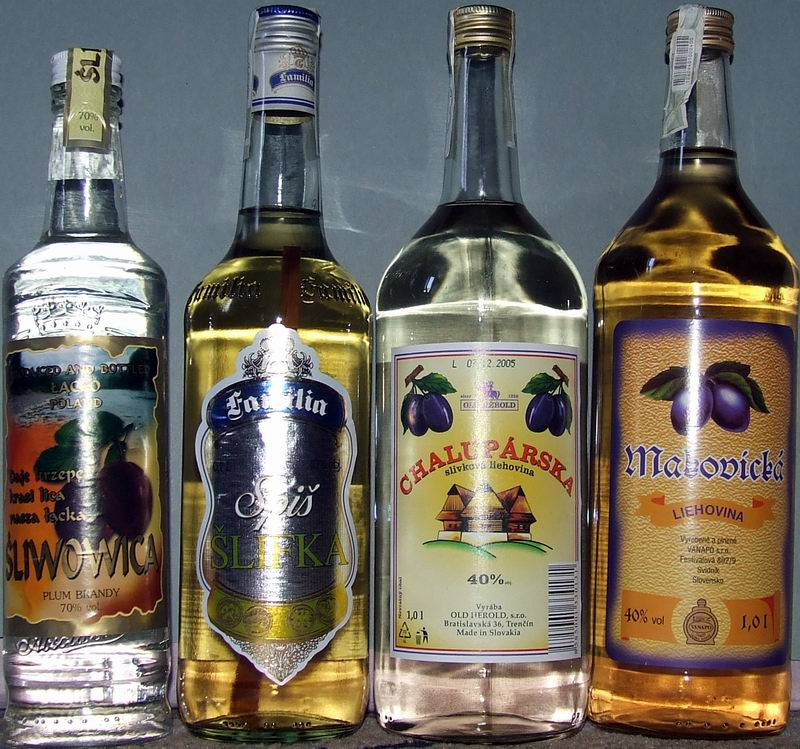
Butelki śliwowicy – wódki na bazie śliwek

We wczesnych polskich podręcznikach medycznych, jak ten pochodzący z Uniwersytetu Jagiellońskiego z 1368 r. czy w pracy Falimirza z 1534 r., mowa jest wprost o destylacie z wina. Dopiero na przełomie XVI i XVII w. pojawia się rozróżnienie na gorzałkę zbożową i owocową. Klonowic w utworze Roxolania vina cremata określa palonym Bachusem i Ceres, sugerując, że destylaty pozyskuje się również z przerobionych zbóż. W 1614 r. Potański już w języku polskim stwierdza, że gorzałka jest sporządzana z wina lub piwa. Od drugiej połowy XVI do połowy XIX w. zboża (żyto, pszenica) zdecydowanie dominowały jako surowiec do produkcji wódki w Polsce. Pewne polskie tradycyjne wódki owocowe przetrwały jednak do dziś, np. śliwowica.
Sprzedaż ziemniaków z przeznaczeniem do spożycia po raz pierwszy w Polsce odnotowano na krakowskim targu w 1739 r. W roku 1760 po raz pierwszy w skali przemysłowej wyprodukowano destylat na bazie ziemniaków. Miało to miejsce na obszarze Królestwa Prus i wiązało się z nowymi rozwiązaniami technologicznymi – z ziemniaków nie dało się bowiem pozyskać enzymów potrzebnych do scukrzenia skrobi. Do 1790 technologia została udoskonalona i jej znajomość rozpowszechniła się w Europie, jednak nie wiadomo, kiedy dokładnie dotarła na tereny Polski. W XIX w. ziemniaki stały się bardzo ważnym produktem w kuchni polskiej, wypierając kasze jako źródło węglowodanów. Były one tanie, łatwe w uprawie i pomagały zażegnać problem głodu. Dopiero w połowie XX w. nastąpił w Polsce stopniowy powrót do surowca zbożowego. W sezonie 1912/1913 w regionie poznańskim 99,6% produktów spirytusowych wytworzono z ziemniaków, w 1990 stanowiły one 66% produkcji ogólnopolskiej, a w 2009 już tylko 3% (przede wszystkim marki Luksusowa i Chopin). Do tych przemian doprowadziło wiele czynników. Obecnie przedsiębiorcy zwykle nie mają własnych upraw, przestał mieć znaczenie fakt, że z takiego samego areału można zebrać więcej ziemniaków niż zbóż. Bardziej liczą się ceny na wolnym rynku, wydajność oraz łatwość przechowywania, a w tych kategoriach lepiej wypadają zboża.

### Współczesna wódka

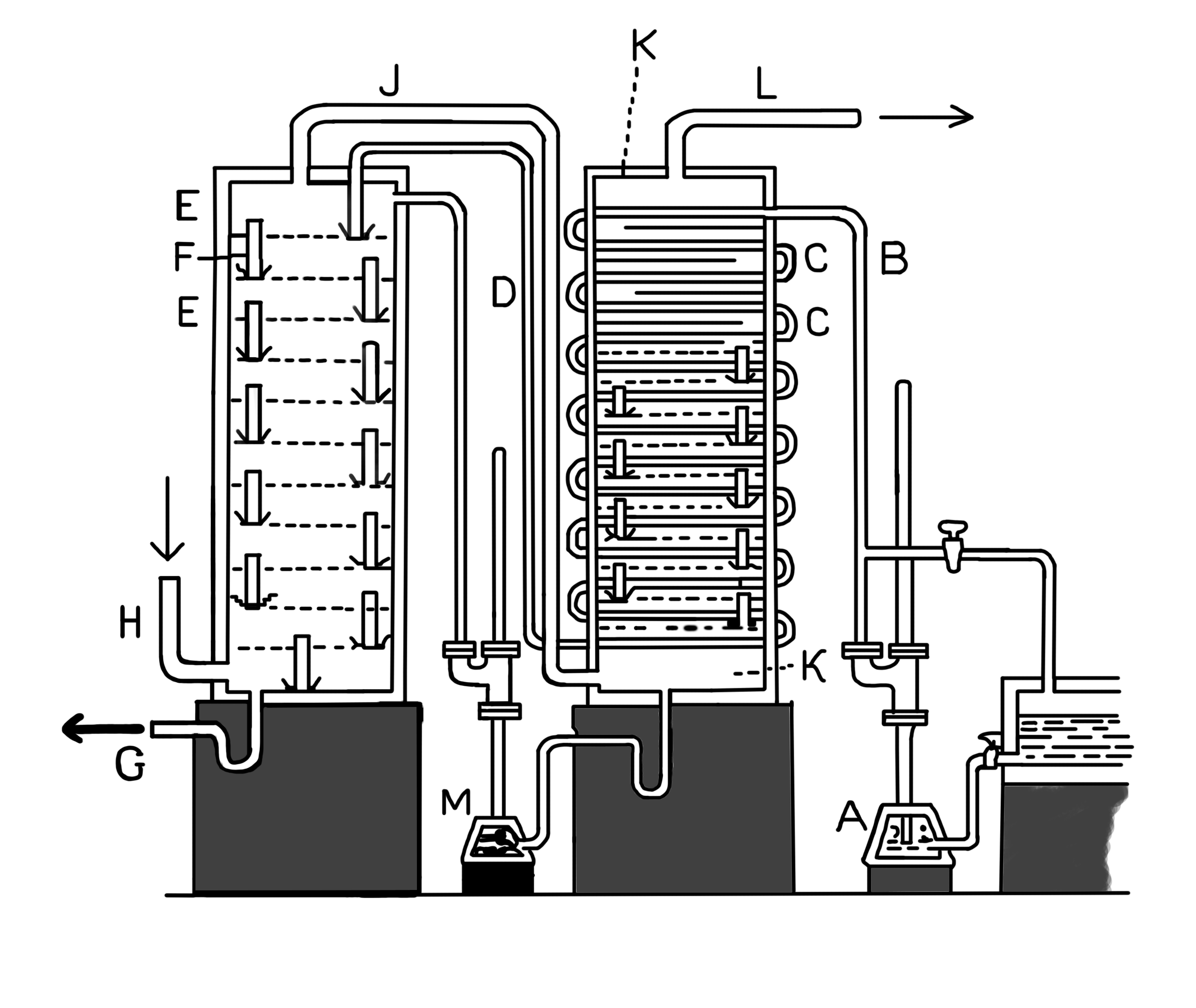
Aparat destylacyjny Coffeya

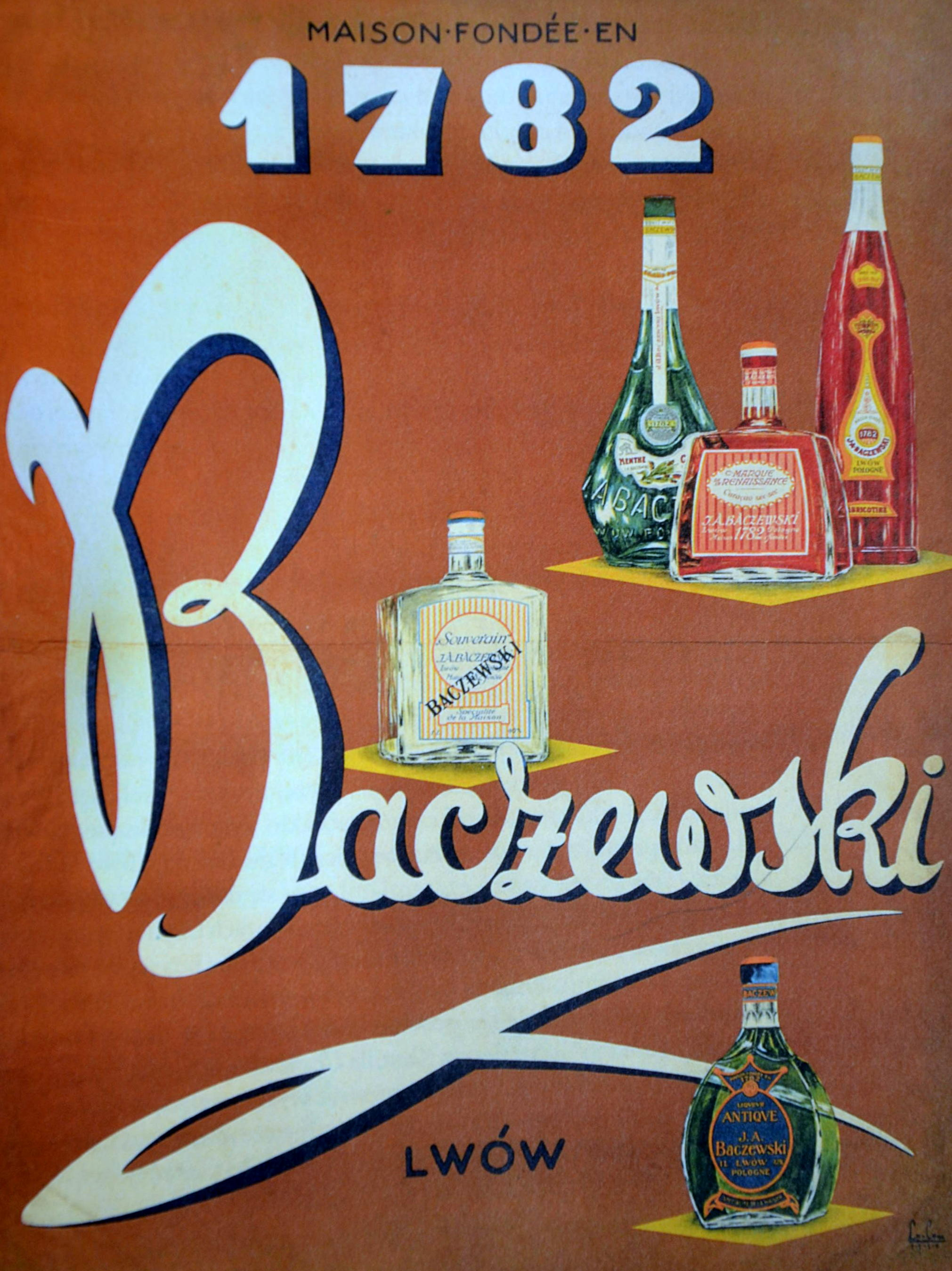
Reklama wódek Baczewski z 1914 r.

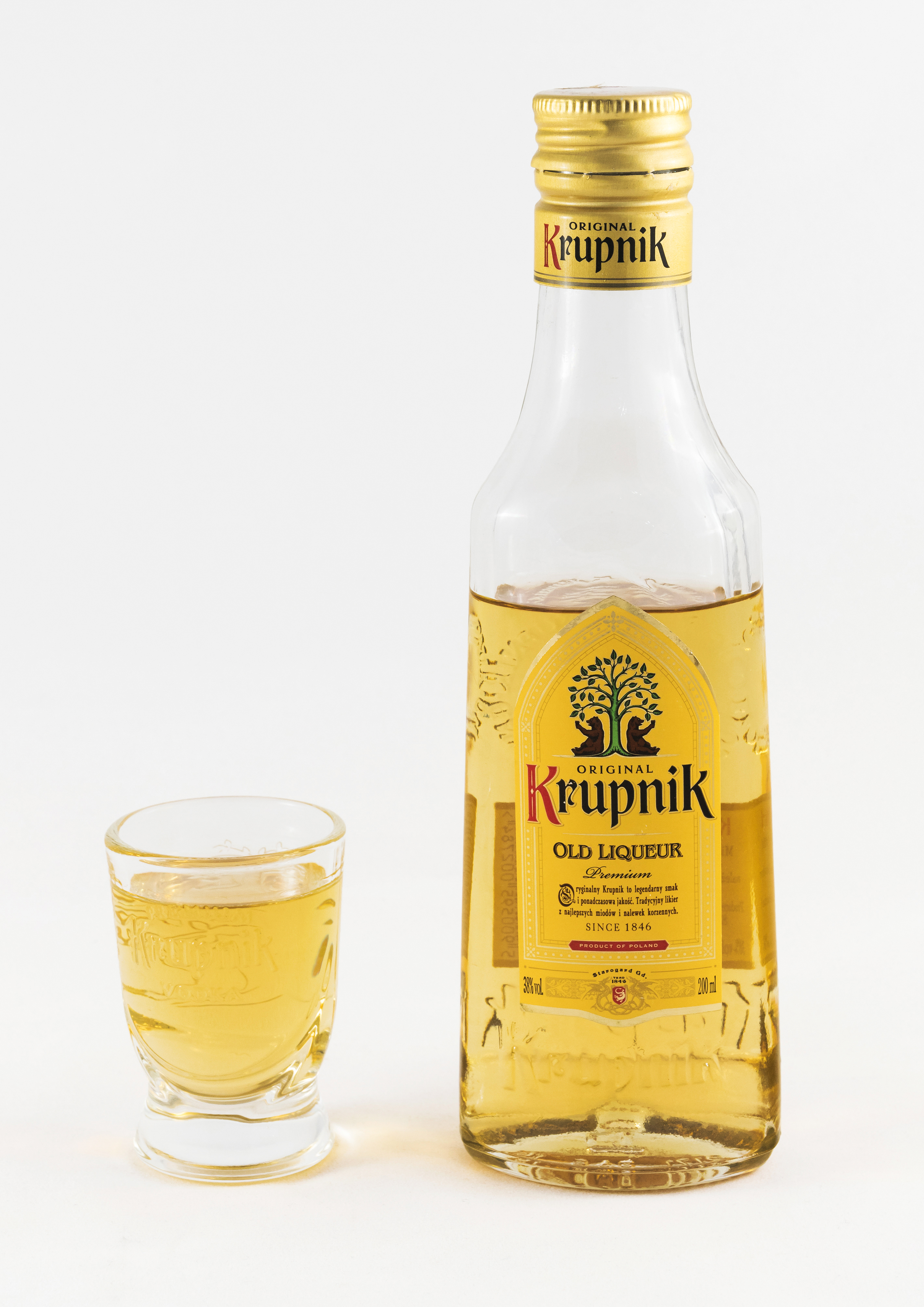
Krupnik – wódka miodowa

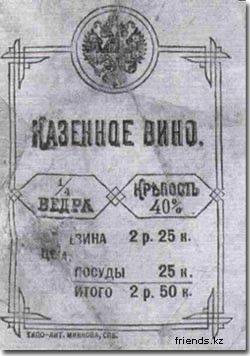
Etykieta wódki z Rosji z przełomu XIX i XX w., określanej wówczas mianem kazionnoje wino (казённое вино)

W 1817 r. Pistorius opatentował aparaturę destylacyjną, która pozwalała na produkcję z zyskiem surowego spirytusu w małych destylarniach. Od lat 60. XIX w. budowano małe gorzelnie rolnicze, które przerabiały surowce z pobliskich plantacji ziemniaków. W większości przypadków surowy alkohol był transportowany do większych przetwórni, aby tam wytworzyć produkt końcowy – wódkę do konsumpcji lub inne produkty przemysłowe. Kolumny destylacyjne opatentowane przez Coffey (1831) i Savalle (1868) umożliwiły rozwój destylarni, zamienianych w duże zakłady. Dzięki strategii wprowadzania nowinek technologicznych i innowacji zakład Baczewskich produkujący napoje spirytusowe założony w 1782 r. stał się pod koniec XIX w. znany w całej Europie.
Niemal do końca XIX w. wódkę otrzymywano metodą destylacji podobnie jak inne mocne alkohole, np. koniak, whisky, tequilę czy grappę. Taki napój był niskiej jakości, zawierał zanieczyszczenia i można było go przyrównać do bimbru. Poza tym w XVII–XVIII w. alkohole nagminnie fałszowano, najczęściej przez rozcieńczanie wodą oraz dodawanie ziół i domieszek pozornie zwiększających moc trunku. Zdarzało się, że mogły one stanowić zagrożenie dla zdrowia konsumenta.
Aby uzyskać czystszą wódkę, wyrób poddawano wielokrotnej destylacji. Po pierwszej otrzymywano tzw. brantówkę, po drugiej – prostkę (inaczej szumówkę o zawartości alkoholu 15–20% obj.), a po trzeciej – okowitę (przypuszczalnie o zawartości alkoholu do 70% obj.). Okowitę rozcieńczano wodą i w ten sposób otrzymywano prostą wódkę („ordynaryjną”). Czasami taką prostą wódkę destylowano po raz czwarty w specjalnych alembikach, produkując alembikówkę. Do alembikówki lub do gorszej jakości destylatów stosowano różne dodatki w postaci ziół, miodu czy przypraw korzennych. Łagodziły one ostry smak trunku i poprawiały aromat. W ten sposób powstały rozmaite wódki gatunkowe, m.in. krupnik (wódka zaprawiona miodem), anyżówka, kminkówka, krambambula, dzięgielówka, piołunówka, pieprzówka, wiśniówka, cytrynówka, żubrówka, a po dojrzewaniu wódki w beczkach – starka. Miały one zawartość alkoholu w granicach 30–40% obj.; te mocniejsze służyły jako esencje. Choć asortyment wódek był bogaty, najwięcej pito prostej gorzałki. Cena wódki była stosunkowo wysoka, dlatego najczęściej wybierano gatunki najtańsze. Proste wódki uchodziły za trunek podlejszy, plebejski, w przeciwieństwie do wódek gatunkowych uznawanych za towar luksusowy. W końcu XVIII w. spożycie destylatów na ziemiach polskich było niższe niż w Rosji, Anglii czy w państwach skandynawskich, co korzystnie odbijało się na eksporcie polskich wódek i innych mocnych trunków.
Aparatura rektyfikacyjna pozwalająca na otrzymanie w przemysłowych ilościach spirytusu o wysokiej czystości i umożliwiająca wyrób wódki czystej z rektyfikatu pojawiła się na terenie Polski i Rosji dopiero w latach 80–90. XIX w. Rosyjski znawca mocnych trunków, Borys Rodionow, za umowną datę powstania wódki (czystej) przyjmuje rok 1895, kiedy w Rosji carskiej wprowadzono monopol na produkcję wódki i wprowadzono odpowiednie standardy: należało ją wyprodukować na bazie 95% spirytusu rektyfikowanego i zmieszać z wodą, aby produkt końcowy zawierał 40% alkoholu. Wyrób taki nie nazywał się tam wówczas jeszcze wódką, a określano go mianem kazionnoje wino (казённое вино). Według danych z 1888/1889 w Imperium Rosyjskim było 2145 gorzelni. Występowały głównie w zachodniej części państwa, najwięcej w guberniach obszaru Królestwa Polskiego.
Istnieje pogłoska, że sam Dmitrij Mendelejew ustalił moc wódki na 40% obj., uzasadniając to w sposób naukowy. W rzeczywistości standard ten został wprowadzony przez rosyjskiego ministra finansów Michaiła Rejterna w roku 1866. Mendelejew istotnie napisał pracę „O połączeniu spirytusu z wodą” w 1865 r., w której badał właściwości takich mieszanin. Ustalił on, że największa kontrakcja objętości występuje wtedy, gdy etanol z wodą jest zmieszany w stosunku molowym 1:3, co odpowiada 46,1% wag. etanolu, czyli 53,9% obj. Nie był jednak żadnym autorytetem w dziedzinie wódki i nie miał wpływu na ustalenie jej standardowego składu procentowego.

### Wódka w XIX i XX w.

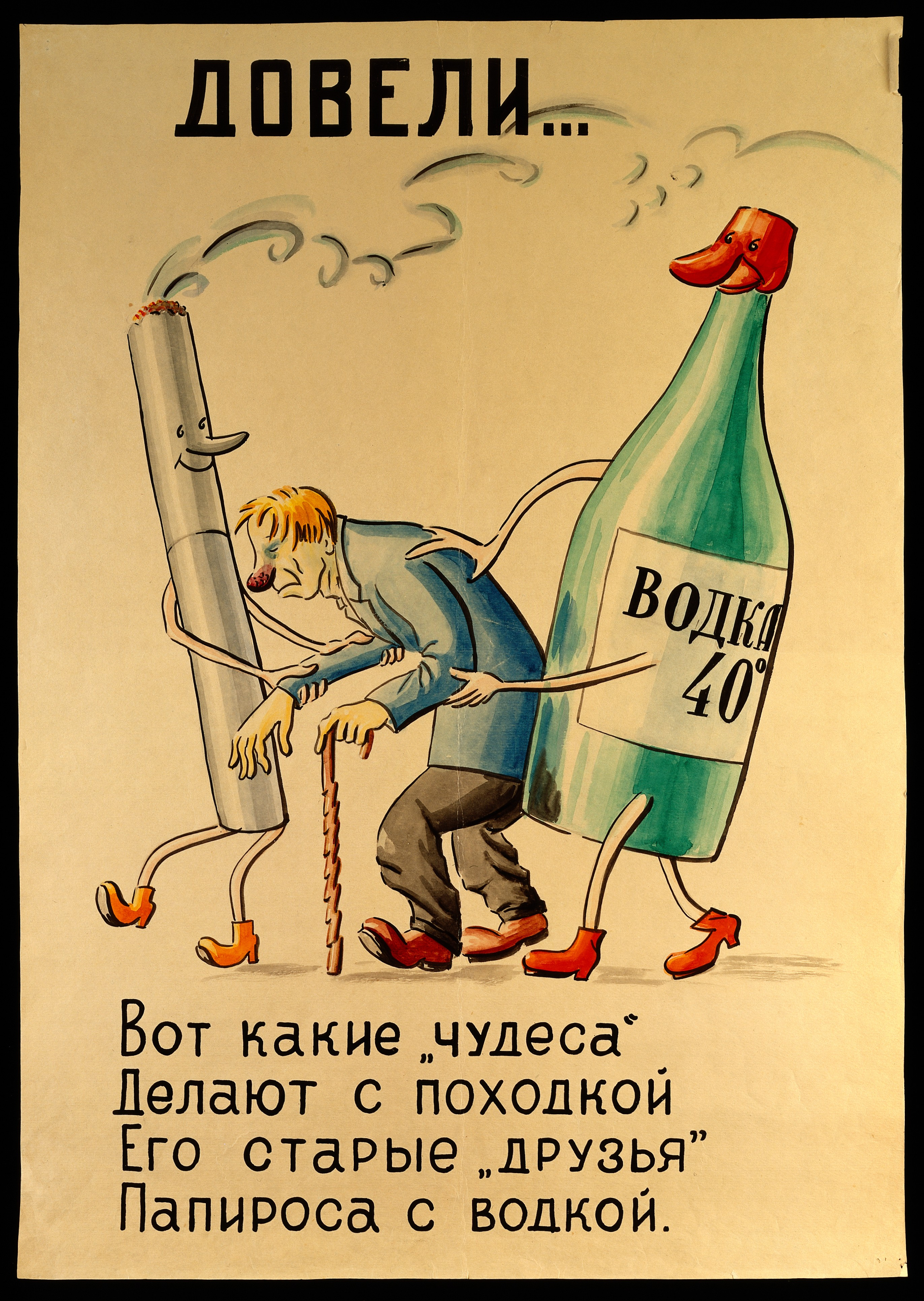
Plakat zniechęcający do picia wódki i palenia papierosów z napisem: Doprowadziły… [go do tego stanu]. Oto jakie „cuda” czynią z chodem jego starzy „przyjaciele”, papierosy i wódka. Lata 50. XX w.

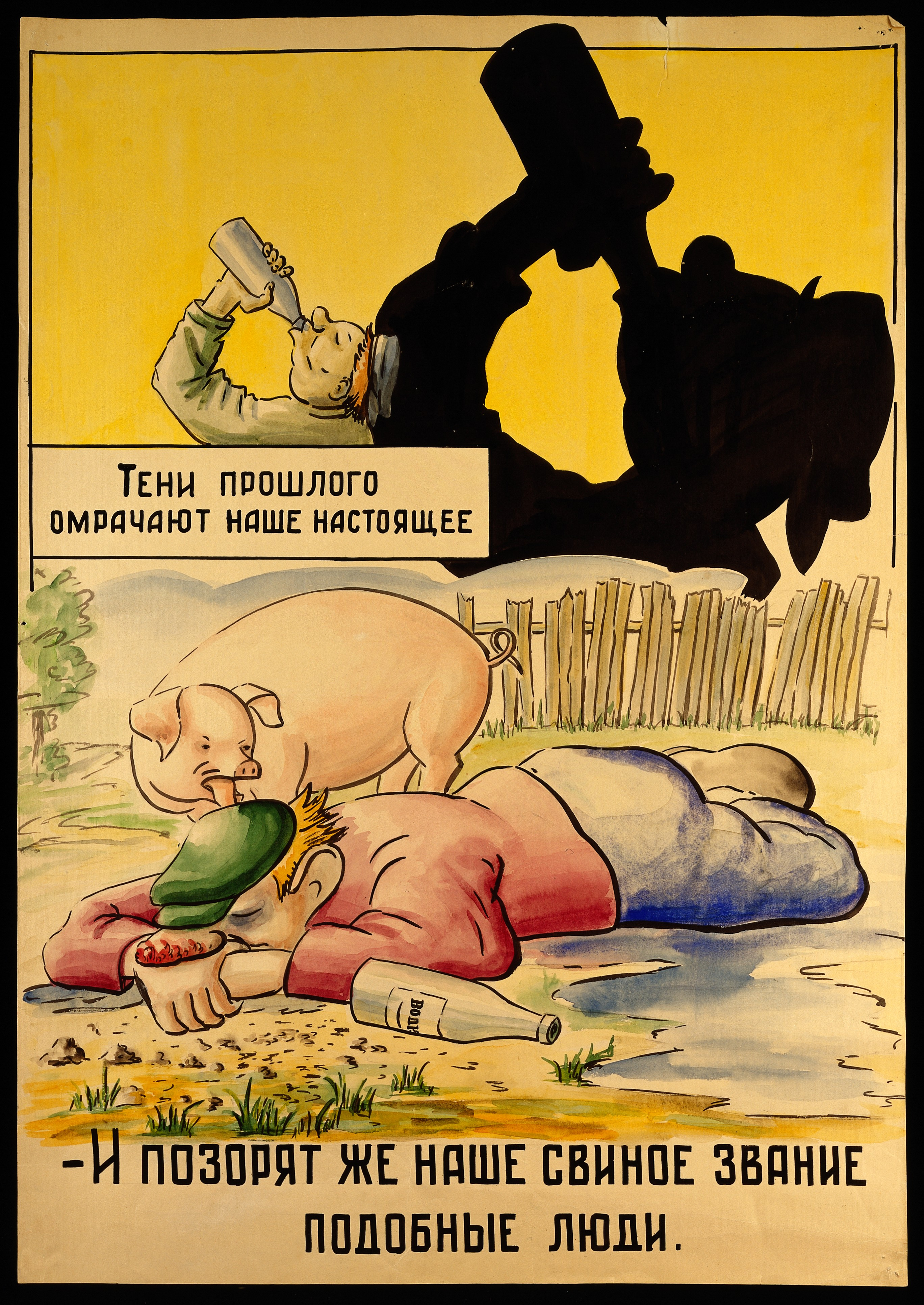
Rosyjski plakat krytykujący nadużywanie alkoholu z napisem: Cienie przeszłości zamraczają naszą teraźniejszość. I podobni ludzie szargają nasze świńskie dobre imię. Lata 50. XX w.

Użycie tanich surowców (ziemniaków) i wykorzystanie nowych technologii sprawiło, że cena wódki znacznie spadła. W związku z tym w XIX w. wódka jako napój polskich chłopów zdołała stopniowo wyprzeć piwo. Konsekwencją tego było znaczące zwiększenie się pijaństwa. Karczmy, które niegdyś oprócz funkcji miejsca sprzedaży piwa były najważniejszym miejscem organizowania różnych uroczystości wiejskich, zawierania umów, małżeństw czy przechowywania plonów, od tej pory zostały zamknięte dla kobiet i dzieci. Elity bezskutecznie promowały abstynencję. W Rosji od 1914 r. produkcja i sprzedaż mocnego alkoholu była zakazana w związku z wprowadzeniem prohibicji. Władze sowieckie zniosły ją w roku 1925.
Pod koniec XIX w. powstawały nowe warianty wódek, budowano marki, które przetrwały do dziś, nadawano im nazwy kojarzące się z polskością. W 1924 r. utworzono w Polsce Państwowy Monopol Spirytusowy. Rektyfikacja była zastrzeżona przez państwo, co zmuszało prywatne firmy do ścisłej współpracy z nim. Produkcja i sprzedaż wódek czystych była również w rękach państwa, a to właśnie wódki czyste stanowiły 85–90% sprzedaży. W epoce komunizmu (1945–1989) cała produkcja należała do państwa. W 1949 r. w miejsce dotychczasowej instytucji monopolu powołany został Centralny Zarząd Przemysłu Spirytusowego, a w 1959 r. zastąpiło go Zjednoczenie Przemysłu Spirytusowego i Drożdżowego. Wówczas opracowano i zarejestrowano znak graficzny Polmos, który został przyjęty przez wszystkie zakłady produkcyjne.
W nowym systemie z planowaniem centralnym, bez udziału prywatnych przedsiębiorców, liczba rodzajów wódek została znacznie zredukowana, pozostawiono jedynie te, które najbardziej podobały się masom. W pierwszych latach handel z Zachodem został zerwany. Eksport zaczął się odradzać w latach 60. XX w. Na eksport przeznaczone były lepsze gatunki wódki, sprzedawane za twardą walutę, dla Polaków dostępne w Peweksach. Polmos został spopularyzowany za granicą jako polska marka reprezentująca wszystkie polskie wódki.
W 1989 r. w związku z demonopolizacją gospodarki polskiej Ogólnokrajowe Przedsiębiorstwo Przemysłu Spirytusowego Polmos podzielono na 25 przedsiębiorstw z siedzibami w różnych miastach. Trudną kwestią było rozdzielenie znaków towarowych w sposób satysfakcjonujący wszystkie Polmosy, a także rejestracja tych znaków w zagranicznych urzędach patentowych. W 1999 przeprowadzono ich licytację. Znane są przypadki, kiedy pewne nazwy wódek, którymi przed epoką komunizmu określano jej odmiany, zostały potraktowane jako marki podlegające licytacji. Dlatego przykładowo w Polsce Starka jest obecnie marką, podczas gdy na Białorusi i Litwie – gatunkiem wódki. Niektóre stały się markami parasolowymi, np. Krupnik Czysty używający marki wódki miodowej, ale produkowany bez miodu. W kolejnych latach niektóre przedsiębiorstwa Polmos upadły, w niektóre zainwestowały firmy zagraniczne.

### Tradycyjny i nowoczesny charakter wódki
Można wyróżnić tradycyjne podejście do produkcji wódek związane z wielowiekową praktyką jej wytwarzania przez państwa Europy Wschodniej i Skandynawii (tzw. państwa pasa wódki) oraz podejście nowoczesne, zapoczątkowane w latach 40.–50. XX w. w związku ze skuteczną promocją wódki w USA, skąd rozprzestrzeniło się na Europę Zachodnią i inne części świata. Rozróżnienie to jednak nie jest wyraźne, obrazuje jedynie pewne tendencje. Tradycyjne wódki produkowane są z żyta, pszenicy lub ziemniaków w sposób umożliwiający zachowanie pewnych pożądanych, charakterystycznych cech smakowych i zapachowych użytych surowców. W podejściu nowoczesnym surowce nie mają większego znaczenia, celem jest uzyskanie napoju możliwie najbardziej pozbawionego zapachu, smaku i substancji barwiących. W związku z tym surowcami do produkcji wódki w stylu nieklasycznym może być kukurydza (popularna zwłaszcza w USA i Kanadzie), melasa (popularna zwłaszcza w Wielkiej Brytanii), ryż (popularny zwłaszcza w krajach azjatyckich), winogrona (najbardziej znanym przykładem jest francuska wódka Cîroc), trzcina cukrowa (używana m.in. w obu Amerykach czy Australii).

## Aspekty prawne

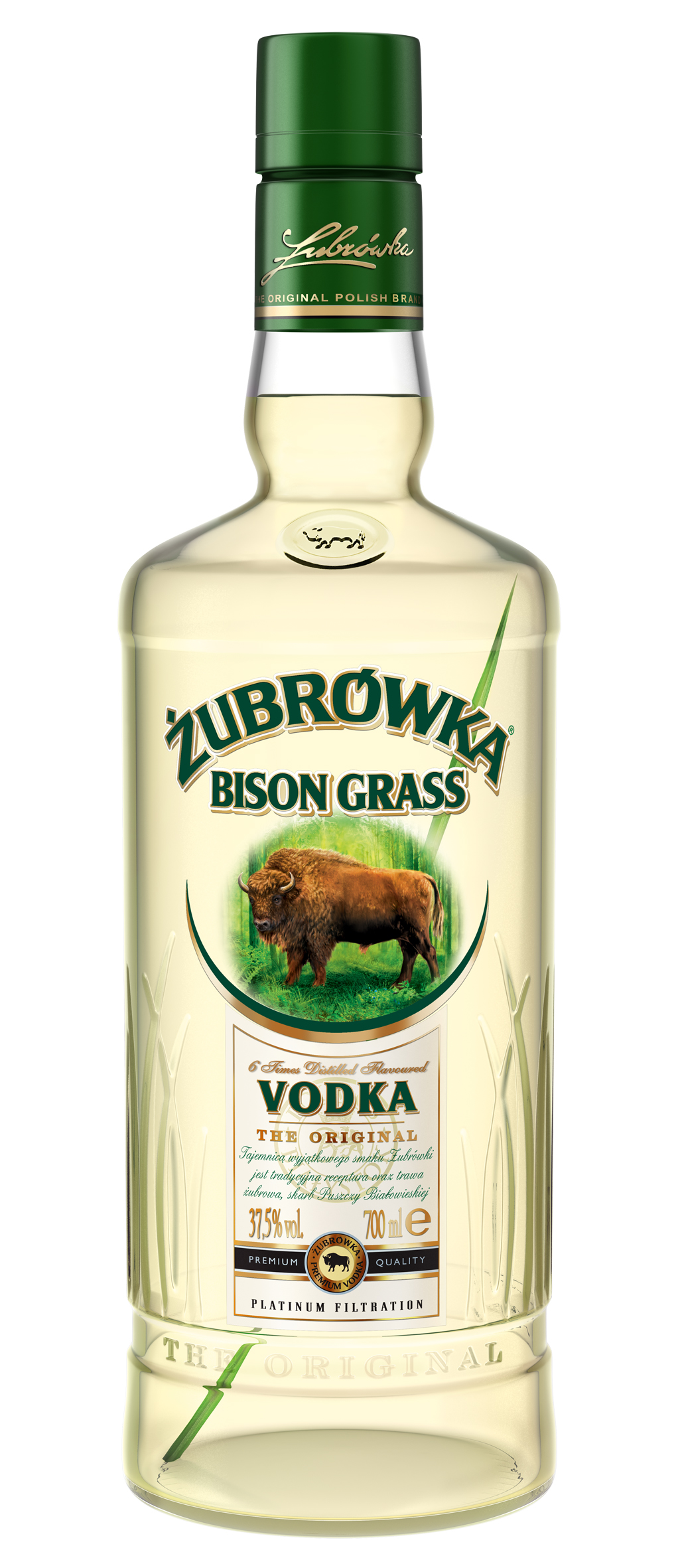
Polska wódka smakowa (wódka gatunkowa) – Żubrówka

### Definicja wódki w UE
W Polsce i innych krajach Unii Europejskiej obowiązuje definicja wódki zgodna z Rozporządzeniem Parlamentu Europejskiego i Rady nr 110/2008 z dnia 15 stycznia 2008 r. (CELEX: 32008R0110). Zgodnie z nim wódka to napój spirytusowy wytwarzany z alkoholu etylowego pochodzenia rolniczego otrzymywany w wyniku fermentacji ziemniaków lub zbóż albo innych surowców rolniczych przeprowadzanej z użyciem drożdży. Jest on destylowany lub rektyfikowany w sposób redukujący właściwości organoleptyczne użytych surowców i produktów ubocznych fermentacji. Zawartość alkoholu w wódce nie może być niższa niż 37,5% obj. Pojęcie alkoholu etylowego pochodzenia rolniczego (rolniczego spirytusu rektyfikowanego) jest również zdefiniowane w rozporządzeniu, a wśród wytycznych widnieje zapis o wymaganej minimalnej mocy alkoholu 96% obj. Ponadto istnieje definicja wódki smakowej – jest to wódka, której nadano dominujący smak, inny niż smak surowców; można ją słodzić, kupażować, aromatyzować, leżakować lub barwić.
W związku z powyższą definicją niektóre polskie napoje spirytusowe tradycyjnie określane wódkami nie mogą oficjalnie używać nazwy wódka, ponieważ nie są produkowane z rektyfikatu o mocy co najmniej 96%, a ze spirytusu destylowanego do niższej mocy. Tak wyprodukowane trunki zachowują pewne aromaty surowca, które tworzą jego specyficzne bogactwo smakowo-aromatyczne. Większość tych cech ulega bowiem utracie przy oczyszczaniu spirytusu na poziomie 95–96%. To dlatego w przypadku whisky, gdzie chce się zachować specyficzny bukiet, spirytus destyluje się do zawartości alkoholu nie wyższej niż 94,8%.
Wprowadzenie przepisów poprzedziła burzliwa dyskusja. Tak zwane kraje pasa wódki, a zwłaszcza Polska, Szwecja i Finlandia ostro sprzeciwiały się, by wódką można było nazywać alkohole na bazie innych surowców niż ziemniaki i zboża, ponieważ nie mają one uzasadnienia w tradycji tego napoju. Tradycyjni producenci twierdzili nawet, że wódką powinny być nazywane tylko wyroby pochodzące z krajów pasa wódki, co spotkało się ze zdecydowanym sprzeciwem państw spoza tej grupy. Poza tym, zwłaszcza w historycznym ujęciu, nie zawsze charakterystyczną cechą wódki był jej neutralny smak, tymczasem w niektórych państwach uważano to za jej charakterystyczną cechę. Ostatecznie w 2007 osiągnięto kompromis, daleki od satysfakcjonującego dla wódczanych krajów, polegający na tym, że wódka z innych surowców niż ziemniaki i zboża musi mieć wyeksponowaną informację o tych „niestandardowych” surowcach, z których została zrobiona.
Nacisk na czystość wódki jest wyrażony poprzez niższą tolerancję na zawartość trującego metanolu w porównaniu do innych napojów spirytusowych. Dopuszczalna jego zawartość w wódce wprowadzona powyższym rozporządzeniem wynosi 10 g w hektolitrze (hl), podczas gdy dla grappy jest to 1000 g w hl (dawka śmiertelna to ok. 30 ml, czyli ok. 24 g). W starej Polskiej Normie PN-74/A-79522 pod względem zawartości zanieczyszczeń spirytus był klasyfikowany jako:
- luksusowy – o najmniejszej ilości zanieczyszczeń, najlepszej jakości, z normą dla metanolu do 30 g/hl
- wyborowy
- zwykły (o dopuszczalnej zawartości metanolu do 100 g/hl)[4].

W celu ochrony specyficznych cech związanych z jakością, renomą, krajem lub miejscem pochodzenia w rozporządzeniu wprowadzono oznaczenia geograficzne. Napoje spirytusowe opatrzone oznaczeniem geograficznym muszą spełniać dodatkowe wymogi określone w dokumentacji technicznej. W kategorii wódek zarejestrowane są następujące oznaczenia: Polska Wódka, Svensk Vodka (Szwecja), Suomalainen Vodka (Finlandia), Originali lietuviška degtinė (Litwa), Estonian vodka (Estonia). W kategorii wódka smakowa widnieje Wódka ziołowa z Niziny Północnopodlaskiej aromatyzowana ekstraktem z trawy żubrowej (Żubrówka) oraz smakowe wersje Polska Wódka i Originali lietuviška degtinė. Ponadto w kategorii likierów wśród zarejestrowanych wyrobów występuje polski likier Polish Cherry.
Zgodnie z ustawą z dnia 18 października 2006 r. o wyrobie napojów spirytusowych Polska Wódka/Polish Vodka to wódka bez dodatków lub wódka smakowa otrzymana z alkoholu etylowego pochodzenia rolniczego uzyskanego z żyta, pszenicy, jęczmienia, owsa lub pszenżyta albo ziemniaków, uprawianych na terytorium Rzeczypospolitej Polskiej i której wszystkie etapy wyrobu odbywają się na terenie RP.

### Historyczne definicje wódki w Polsce
W przeszłości zasady wyrobu i klasyfikacji wódek określały normy, m.in. PN-A-79530:1995, PN-A-79531:1995, PN-A-79522:2001. Wódki dzielono na:
- wódki czyste – będące napojami alkoholowymi uzyskanymi przez zmieszanie w odpowiednich proporcjach spirytusu rektyfikowanego z wodą i uszlachetnienie mieszaniny, zwykle przez obróbkę węglem aktywnym[33]. W zależności od gatunku użytego spirytusu (zwykły, wyborowy i luksusowy[a] różniące się zawartością zanieczyszczeń, których najmniej było w spirytusie luksusowym[35]) wyróżniano:
  - wódki czyste zwykłe – powstałe ze spirytusu rektyfikowanego zwykłego[33]
  - wódki wyborowe – powstałe ze spirytusu rektyfikowanego wyborowego[33]
  - wódki luksusowe – powstałe ze spirytusu rektyfikowanego luksusowego[33]
- wódki gatunkowe – będące napojami alkoholowymi produkowanymi ze spirytusu pochodzącego z przefermentowanych owoców i zbóż, spirytusu rektyfikowanego, cukru i świeżych bądź suszonych owoców, przypraw, substancji zapachowych, smakowych, barwników[33]. W zależności od użytego spirytusu wyróżniano:
  - wódki gatunkowe zwykłe otrzymywane ze spirytusu rektyfikowanego oraz soków owocowych z dodatkami zapachowymi i smakowymi, np. wiśniówka, cytrynówka, żubrówka[33].
  - wódki gatunkowe naturalne produkowane z destylatów nierektyfikowanych, np. arak, rum, winiak[33].

Wódki gatunkowe o zawartości ekstraktu ogólnego powyżej 330 g/l określano likierami, a te o zawartości powyżej 400 g/l – kremami.

### Definicja wódki w Rosji
W Rosji zgodnie z normą ГОСТ Р 56402-2015 napój określany jako rosyjska wódka (русская водка, russkaja wodka) to napój spirytusowy na bazie spirytusu rektyfikowanego uzyskanego z żyta i/lub pszenicy, oczyszczanego brzozowym węglem aktywnym, z dodatkami lub bez. Jest bezbarwną cieczą o zawartości alkoholu 40% obj., cechuje się łagodnym smakiem oraz charakterystycznym wódczanym aromatem (водки, wodki → wódki) lub specyficznym smakiem i aromatem (водки особые, wodki osobyje → wódki specjalne). Wszystkie etapy produkcji, włącznie z rozlewem, odbywają się na terytorium Federacji Rosyjskiej.
Powyższą definicję muszą spełniać wódki oznaczone chronioną nazwą pochodzenia. Dla innych wódek stosuje się mniej restrykcyjną normę ГОСТ Р 52190-2003 z późniejszymi zmianami. Według tej normy wódka to bezbarwny napój spirytusowy o mocy od 37,5% do 56,0% uzyskany ze zmieszania rektyfikowanego spirytusu pozyskanego z surowców spożywczych z uzdatnioną wodą. Jest on oczyszczany i filtrowany.

### Definicja wódki w USA
W USA zgodnie z US Code of Federal Regulations (Title 27, Part 5.22) wódka jest napojem spirytusowym destylowanym i obrabianym w taki sposób, aby uzyskać neutralny charakter, aromat, smak i kolor. Do jej produkcji można wykorzystać dowolny surowiec będący źródłem węglowodanów, destylat powinien mieć zawartość alkoholu co najmniej 95% obj. (190 proof), a po rozlewie napój nie mniej niż 40% obj. (80 proof). Wódka w USA jest ceniona przede wszystkim z tego powodu, że jej smak jest najmniej wyczuwalny spośród innych alkoholi, w związku z czym świetnie sprawdza się jako składnik napojów mieszanych.

## Technologia produkcji wódek
Produkcja wódek obejmuje na ogół następujące etapy:
- otrzymywanie rolniczego spirytusu surowego (tzw. destylatu rolniczego)
  - oczyszczanie surowców (zob. zmętnienie wódki)
  - parowanie w wysokiej temperaturze i pod zwiększonym ciśnieniem w celu uwolnienia skrobi z surowców lub rozdrabnianie surowców
  - zacieranie – scukrzanie za pośrednictwem enzymów uwolnionej skrobi
  - fermentacja alkoholowa przeprowadzana przez drożdże
  - destylacja, w wyniku której otrzymuje się destylat rolniczy i wywar gorzelniczy
- rektyfikacja[b]
- zestawianie wódek
  - mieszanie spirytusu rektyfikowanego z wodą w odpowiednich proporcjach
  - uszlachetnianie wódki węglem aktywnym
  - filtracja
  - wyrównywanie (korekta mocy)
  - rozlew[41][42]

### Surowce
Tradycyjnie do produkcji wódki czystej w Polsce używa się spirytusu uzyskanego z przerobu zbóż lub ziemniaków – ograniczenie do tych dwóch surowców wprowadzone zostało w 1924 r. w ustawie o monopolu spirytusowym (obecnie nie obowiązuje).
Do I poł. XX w. w polskim gorzelnictwie rolniczym dominowały ziemniaki; obecnie używa się przede wszystkim zbóż, a spośród nich głównie żyta. Poza tym w produkcji destylatów stosuje się zboża takie jak pszenica, pszenżyto, kukurydza (w Polsce głównie ziarna, które uległy zepsuciu) i jęczmień (stosowany jako podstawowy surowiec do produkcji whisky; w Polsce w przeszłości jako surowiec pomocniczy do produkcji słodu).
Zboża i ziemniaki należą do surowców zawierających skrobię. W gorzelniach rolniczych można przerabiać również inne surowce skrobiowe, które nie nadają się do konsumpcji, np. czerstwy chleb, zanieczyszczona mąka, wadliwy susz i płatki ziemniaczane, szlamy krochmalnicze.
Surowce zawierające cukier, do których należą przede wszystkim owoce wykorzystuje się w gorzelniach zwykle wtedy, gdy nie ma innego sposobu na ich zagospodarowanie. Ze względu na zawartość cukru ulegającego fermentacji nie ma potrzeby parowania czy zacierania surowca. W Polsce spośród owoców na spirytus przerabia się głównie jabłka i śliwki (śliwowica). W gorzelniach przemysłowych podstawowym surowcem jest melasa – produkt odpadowy przemysłu cukrowniczego. Istnieją jednak również wódki oparte na tym surowcu, produkowane w niektórych krajach Europy Zachodniej.
Alternatywą są również surowce zawierające inulinę. Inulina jest polisacharydem, który rozpuszcza się w wodzie, a po ogrzaniu ulega hydrolizie do cukru – fruktozy bez konieczności stosowania enzymów. Do tego typu surowców należy topinambur i cykoria.

### Oczyszczanie surowców
Zbóż przeznaczonych do produkcji spirytusu nie myje się. Do ich przemieszczania wykorzystuje się często transport pneumatyczny (dmuchawę do zboża). W celu oddzielenia od ziarna drobnych stałych zanieczyszczeń na drodze wędrówki surowca instaluje się cyklon. Wprowadzone w ruch wirowy ziarna zboża będą opadać na dno a zanieczyszczenia (np. kurz, zarodniki grzybów) odprowadzane będą rurą umieszczoną w górnej części cyklonu.
W przypadku ziemniaków mycie przebiega w płuczkach oraz częściowo, jeśli zamiast transportu kołowego wykorzystuje się transport wodny, podczas ich przemieszczania w spławiakach – otwartych od góry, nachylonych rynnach. Płuczkę stanowi blaszane koryto o podwójnym dnie. Wewnętrzne dno stanowi perforowana blacha lub pręty ułożone równolegle co ok. 1 cm. Podczas mycia, zwykle ciepłą wodą z deflegmatora, na dno zewnętrzne opadają zanieczyszczenia. Umyte ziemniaki wędrują do parnika lub do znajdującej się nad nim skrzyni zapasowej, gdzie przygotowywana jest kolejna porcja surowca do parowania.

### Parowanie
W roślinnych surowcach skrobiowych należy zniszczyć strukturę komórkową, aby uwolnić ziarna skrobi. Następnie skrobia musi być rozłożona do cukrów, aby mogły zostać wykorzystane przez drożdże do przeprowadzenia fermentacji alkoholowej. Stosując parowanie, doprowadza się do pęcznienia skrobi, jej kleikowania objawiającego się zwiększeniem lepkości płynu. Skrobia ziemniaczana kleikuje po osiągnięciu temperatury 55–65 °C, a zbożowa – 60–80 °C. Po przekroczeniu temperatury 120 °C kleik skrobiowy przekształca się w roztwór, a po obniżeniu temperatury do 55 °C zastyga w galaretowatą masę.
Zawartość wody w ziemniakach wynosi około 70–80%, natomiast w ziarnie – 13–15%. Przy przerobie ziemniaków stosuje się samą parę, a w przypadku zbóż – cylindryczno-stożkowy parnik uzupełniany jest też wodą, choć skrobia zbożowa charakteryzuje się stosunkowo niską wodochłonnością. W celu uwolnienia skrobi w parnikach stosuje się zwykle ciśnienie 0,4 MPa i odpowiadającą mu temperaturę pary 151 °C przez 45–60 minut. Najczęściej wykorzystywane w polskich tradycyjnych gorzelniach są parniki Henzego. Nadmiernie wysoka temperatura procesu powoduje, że cukry naturalnie zawarte w surowcach ulegają karmelizacji i reakcjom Maillarda, przez co są niedostępne dla drożdży, a ponadto powstałe związki mogą hamować ich aktywność fermentacyjną. Parowanie może się odbywać metodą okresową lub ciągłą (w mniej energochłonnym parniku rurowym wymagającym rozdrobnionego surowca).
Nowocześniejszą, mniej energochłonną metodą przerobu surowców skrobiowych jest bezciśnieniowa metoda sporządzania zacierów. Etap parowania przy nadciśnieniu jest wówczas zastępowany mechanicznym rozdrabnianiem surowców. W przypadku tzw. mielenia na sucho stosowane są młyny z odpowiednimi sitami, zwykle o porach do 1,7 mm. Dzięki dobremu rozdrobnieniu ułatwiony jest dostęp enzymów do skrobi. W USA opracowano metodę mielenia na mokro, stosowaną w przerobie kukurydzy. Skrobię poddaje się następnie kleikowaniu oraz upłynnianiu z użyciem termostabilnych mikrobiologicznych preparatów enzymatycznych. Zastosowanie takiej technologii niesie ze sobą większe ryzyko zakażeń mikrobiologicznych w porównaniu z metodą klasyczną. Najczęściej związane są one z bakteriami fermentacji mlekowej, które konkurują z drożdżami o substancje odżywcze i obniżają pH środowiska, poniżej wartości optymalnych dla enzymów amylolitycznych.

### Zacieranie

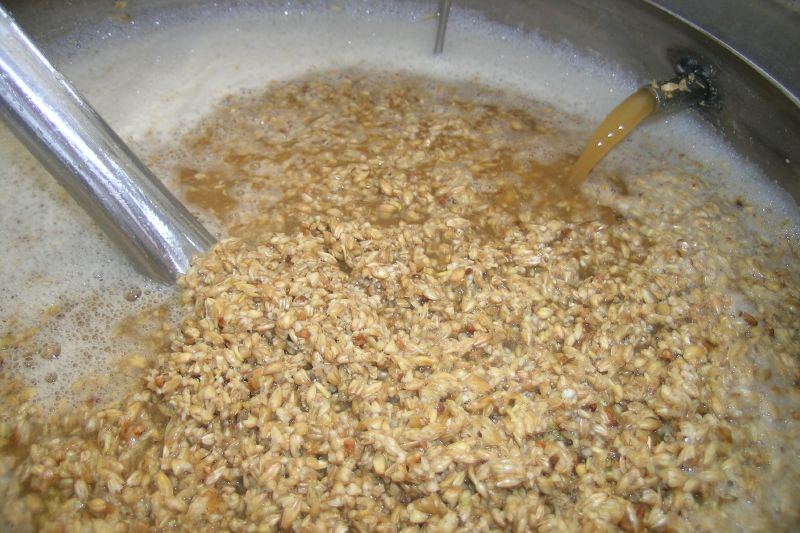
Zacieranie

Skrobia musi zostać rozłożona enzymatycznie do cukrów przyswajalnych przez drożdże. Przemiana skleikowanej skrobi w cukry przyswajalne nazywana jest zacieraniem. W przeszłości źródłem enzymów do rozkładu skrobi był słód. W Polsce zaczęto go eliminować z praktyki gorzelniczej od połowy lat 80. XX w. Współcześnie w produkcji destylowanych napojów alkoholowych słód jako źródło enzymów stosowany jest głównie przy wytwarzaniu whisky. W przypadku innych stosuje się mikrobiologiczne preparaty enzymatyczne.
Skrobia jest polimerem glukozy i składa się z dwóch frakcji – liniowej amylozy (zwykle 20–25%) i rozgałęzionej amylopektyny (zwykle 75–80%). W amylozie cząsteczki glukozy połączone są ze sobą wiązaniem α-1,4-glikozydowym. W amylopektynie występują zarówno liniowe łańcuchy cząsteczek glukozy zbudowane przez wiązania α-1,4-glikozydowe, jak i łańcuchy boczne, rozgałęzienia, powstałe przez wiązania α-1,6-glikozydowe. Wiązania tego drugiego typu bardziej odporne na rozkład – niektóre amylazy nie hydrolizują go wcale, inne znacznie wolniej w porównaniu z wiązaniami α-1,4-glikozydowymi.
Najważniejszym enzymem w początkowej fazie rozkładu skrobi i jej upłynnianiu jest α-amylaza. Przecina ona w przypadkowych miejscach wiązania α-1,4-glikozydowe, wytwarzając krótsze i rozpuszczalne w wodzie łańcuchy zwane dekstrynami. Nie przecina ona jednak wiązań α-1,6-glikozydowych i nie może ominąć punktów, gdzie one występują (tj. rozgałęzień). Pozostawia więc tzw. dekstryny graniczne. W przypadku użycia słodu enzymem scukrzającym jest ß-amylaza hydrolizująca wiązania α-1,4-glikozydowe na nieredukujących końcach amylozy i amylopektyny, uwalniając cukier maltozę. W preparatach mikrobiologicznych scukrzanie (przemianę dekstryn do cukrów) przeprowadzają przede wszystkim glukoamylazy (inaczej amyloglukozydazy). Ich głównym zdaniem jest przecinanie końcowych wiązań α-1,4-glikozydowych z nieredukujących końców i uwalnianie cząsteczek glukozy. Poza tym są w stanie usunąć rozgałęzienia, hydrolizując również wiązanie α-1,6-glikozydowe, choć 20–30 razy wolniej. Efektywne usuwanie rozgałęzień można przeprowadzić przez zastosowanie enzymu pullulanazy (syn. dekstrynaza graniczna). Podczas zacierania w kadzi zaciernej przemianie w cukier ulega około 80% skrobi; reszta powoli scukrza się podczas fermentacji.
Enzymy w preparatach są pozyskiwane z mikroorganizmów: α-amylazę produkują bakterie Bacillus sp., grzyby A. oryzae, A. niger; glukoamylazę – grzyby Aspergillus sp. i Rhizopus sp.; pullulanazę – bakterie B. acidopullulyticus. Dla optymalnego działania enzymów wymagana jest odpowiednia temperatura i pH środowiska. Na ogół enzymy pozyskane z grzybów są mniej odporne na działanie wysokich temperatur niż bakteryjne. O ile termostabilna α-amylaza wytrzymuje temperatury rzędu nawet 105 °C, grzybowe glukoamylazy wytrzymują temperatury do 60 °C, a ich optymalne wartości pH wynoszą 4,0–4,5. Poza powyższymi enzymami w preparatach mogą się znajdować także enzymy wspomagające, rozkładające polisacharydy nieskrobiowe jak np. celulazy, ksylanazy.
Zacieranie zasadniczo odbywa się w kadziach zaciernych. Innowacją w praktyce gorzelniczej jest jednoczesne scukrzanie i fermentacja (SSF – ang. Simultaneous Saccharification and Fermentation). Upłynniony zacier schładzany jest do temperatury odpowiedniej do przeprowadzenia fermentacji, w granicach 30–35 °C. Dodaje się następnie enzymy scukrzające, drożdże i hydroliza dekstryn do cukrów przebiega stopniowo podczas procesu fermentacji. Dzięki powolnemu uwalnianiu glukozy i bieżącemu metabolizowaniu jej przez drożdże nie ma ryzyka wystąpienia stresu osmotycznego. Mniejsze jest zapotrzebowanie na energię, niższe zużycie wody, mniejsze potrzeby nakładów inwestycyjnych w związku z użyciem jednego bioreaktora. Istnieje jednak jeszcze potrzeba optymalizacji procesu w zależności od przerabianego surowca.

### Fermentacja

Przebieg fermentacji alkoholowej
W procesie glikolizy glukoza przekształcana jest w pirogronian, który pod wpływem dekarboksylazy pirogronianowej przekształca się w aldehyd octowy, a ten następnie przy udziale dehydrogenazy alkoholowej – w etanol

Fermentację alkoholową jako przemianę cukru do etanolu można przedstawić równaniem Gay-Lussaca:
C6H12O6 → 2 C2H5OH + 2 CO2
Fermentacja z chemicznego punktu widzenia jest procesem bardzo złożonym, przebiega przez wiele etapów pośrednich, które są regulowane przez enzymy.
Drożdże są chemoorganotrofami – jako źródło węgla i energii wykorzystują substancje organiczne. Katabolizm glukozy zachodzi głównie na drodze glikolizy. Może się to odbywać w warunkach tlenowych lub beztlenowych. Katabolizm w warunkach tlenowych jest bardziej wydajny energetycznie i nazywany jest oddychaniem. Katabolizm drożdży w warunkach beztlenowych wytwarza mniej energii, ponieważ polega na przeprowadzaniu fermentacji, przy czym może ona zachodzić również w obecności tlenu, jeśli wysoki jest poziom cukrów w otoczeniu (efekt Crabtree). W ciągu reakcji glikolizy cząsteczka glukozy jest przekształcana ostatecznie w dwie cząsteczki kwasu pirogronowego, tworząc przy tym związki wysokoenergetyczne jak ATP i NADH. Kwas pirogronowy jest z kolei w większości natychmiast przekształcany do etanolu i dwutlenku węgla. Ubocznymi produktami fermentacji są m.in. gliceryna, alkohole wyższe, estry, aldehydy i kwasy organiczne.
Tradycyjnymi szczepami drożdży wykorzystywanymi w polskich gorzelniach rolniczych są drożdże Saccharomyces cerevisiae szczepu B4 o optymalnej temperaturze fermentacji 34 °C oraz szczepu Bc16a fermentujące w 38–39 °C. Uzyskano je w 1966 r. w Pracowni Centralnego Laboratorium Przemysłu Rolnego w Bydgoszczy.
Drożdże do gorzelni mogą być dostarczane jako czyste kultury wysiane na podłożu agarowym i przechowywane w tej formie w chłodni. W celu namnożenia drożdży zaszczepia się nimi wyciąg słodowy lub jałowy zacier (przycierek) z pożywką w naczyniu o niewielkiej objętości. Po inkubacji w temperaturze ok. 30–34 °C przez kilkanaście godzin, kiedy na powierzchni wytworzy się wyraźna piana, zawartość przelewa się w warunkach sterylnych do kolejnego naczynia o większej pojemności i, w uproszczeniu, czynności te powtarza się do osiągnięcia odpowiedniej ilości drożdży. Drożdże wykorzystuje się w formie gęstwy drożdżowej, drożdży prasowanych lub suszonych drożdży aktywnych. Stosowanie tych ostatnich jest stosunkowo proste, a przebieg fermentacji jest bardziej przewidywalny. Drożdże w tej postaci mogą być dodane bezpośrednio do kadzi fermentacyjnej lub być wstępnie uwodnione.
Drożdże gorzelnicze powinny mieć następujące cechy:
- zdolność szybkiego zafermentowania
- zdolność wytwarzania alkoholu etylowego w sposób szybki i wydajny
- odporność na wysokie stężenia etanolu
- tolerancję na wysokie ciśnienie osmotyczne[64].

Fermentację prowadzi się w najczęściej w kadziach stalowych wyposażonych w mieszadła i chłodnice. W przypadku użycia surowców skrobiowych trwa ona 2–3 dni. Można wyróżnić trzy etapy fermentacji: zafermentowanie, fermentację główną i dofermentowanie.
W pierwszym etapie następuje namnażanie drożdży w natlenionym początkowo środowisku. Temperatura nastawienia fermentacji powinna być zawsze niższa od kilku do kilkunastu stopni od optymalnej temperatury fermentacji ze względu na wytwarzanie ciepła podczas tego procesu. Zacier w tej fazie jest najbardziej narażony na zakażenia mikrobiologiczne, ponieważ nie zawiera jeszcze alkoholu. Stadium to trwa około 20 godzin. Pod koniec tego etapu środowisko staje się beztlenowe, drożdże przestają budować biomasę i intensywniej tworzą etanol. W fazie fermentacji głównej trwającej ok. 18–20 godzin wyraźnie spada w zacierze poziom cukrów, intensywnie wydziela się CO
2, rośnie temperatura i stężenie alkoholu. Na powierzchni gromadzi się piana, która znika pod koniec etapu. Dofermentowanie trwa ok. 20–30 godzin. Temperatura zacieru stopniowo obniża się, następuje jeszcze docukrzanie dekstryn i dofermentowywanie uwolnionych cukrów. Po fermentacji osiąga się zwykle poziom 10–12% obj. etanolu; możliwe jest osiągnięcie nawet 16–17%. Ekstrakt pozorny zacieru zbożowego lub ziemniaczanego po fermentacji wynosi ok. 1–1,5°Blg, podczas gdy ekstrakt początkowy w zacierze słodkim wynosi ok. 17–19 °Blg.
Duże ilości wydzielanego CO
2 podczas fermentacji porywają ze sobą pewne ilości alkoholu. Aby go odzyskać, stosuje się płuczki gazowe, w których gaz przepłukiwany jest zimną wodą. Woda z płuczek kierowana jest do aparatu odpędowego.

### Odpęd spirytusu surowego

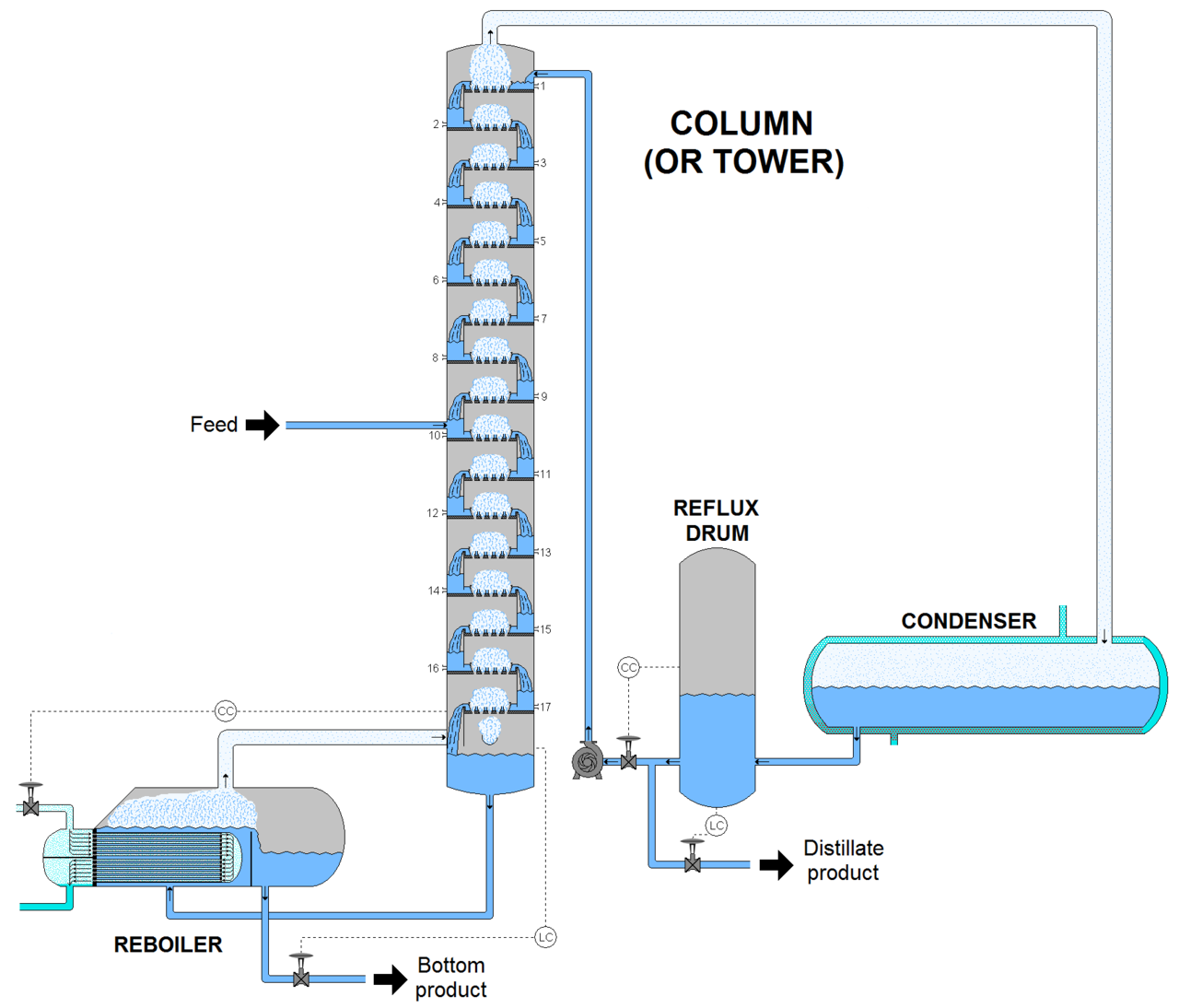
Schemat kolumny destylacyjnej

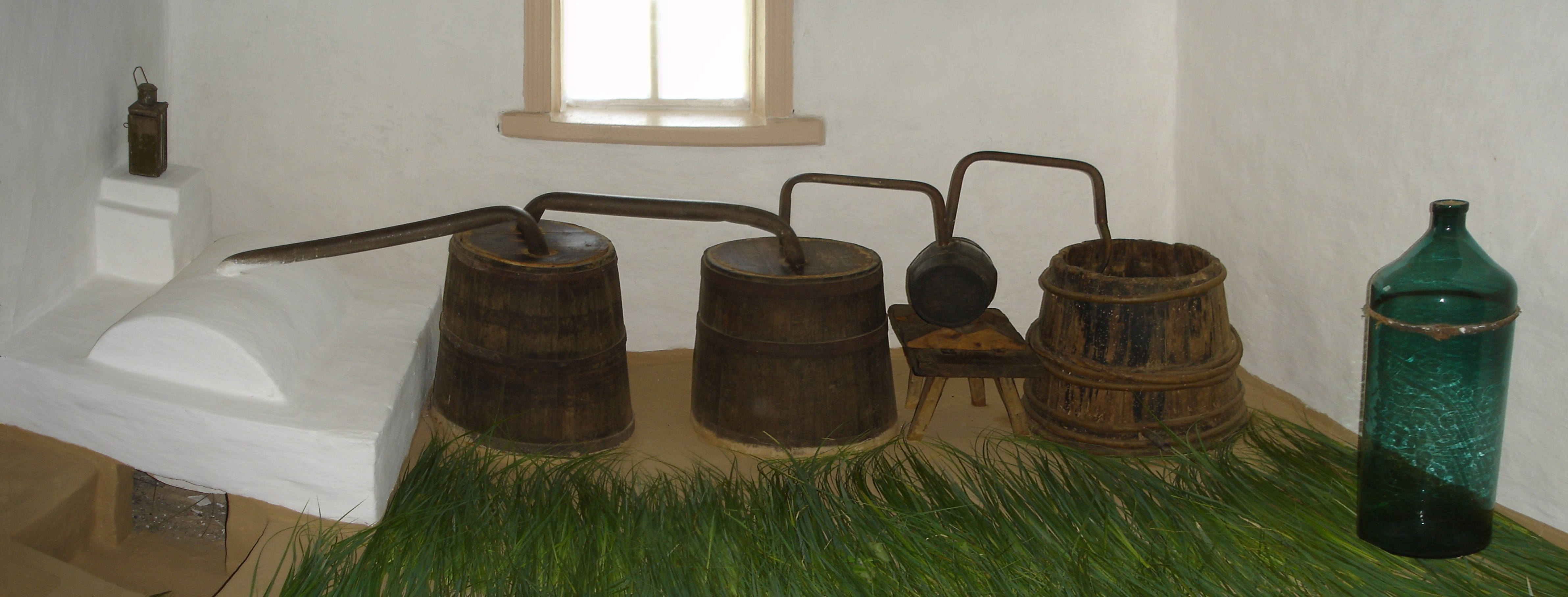
Stary aparat odpędowy do produkcji wódki pochodzący z terenów Ukrainy

Odfermentowany zacier zawiera oprócz alkoholu etylowego szereg innych, niepożądanych związków chemicznych oraz resztki nieprzetworzonych składników surowca. Im gorsza jakość surowca, tym jest ich więcej. Zawartość suchej masy w mieszaninie wynosi 4–11%. W celu wydzielenia z niej etanolu stosuje się destylację. Destylacja polega na ogrzaniu zacieru do temperatury, w której etanol zacznie parować, a następnie skropleniu tych oparów w wyniku ich schłodzenia. Jednocześnie z etanolem odparowują w pewnym stopniu również inne związki chemiczne, m.in. woda.
Podczas ogrzewania etanol o temperaturze wrzenia 78,32 °C będzie szybciej przechodził w stan pary niż woda, której temperatura wrzenia wynosi 100 °C. Różnica lotności powoduje, że stężenie alkoholu w skroplonych oparach mieszaniny etanolu z wodą jest wyższe niż w roztworze wyjściowym. Zjawisko to zależne jest od stężenia tej mieszaniny. W miarę wzrostu koncentracji alkoholu w destylowanym roztworze zmniejsza się stopień zagęszczenia par alkoholowych. Tę zależność wyraża współczynnik lotności, będący stosunkiem zawartości alkoholu w parze do zawartości alkoholu w roztworze. Ponadto temperatura wrzenia wodnych roztworów etanolu jest niższa niż wynikałoby z wyliczeń na podstawie składu roztworu i temperatury wrzenia obu składników.
Przykładowo, jeśli zawartość alkoholu w roztworze wodnym wynosi 10% obj., temperatura wrzenia roztworu wynosi 92,6 °C, zawartość alkoholu w parze 51% obj., a wartość współczynnika lotności to Ka = 51:10 = 5,1. W przypadku 80%-owego roztworu alkoholu wartości te wynoszą odpowiednio 79,9 °C, 86,5% obj. alkoholu i Ka = 1,08. W przypadku mieszaniny o zawartości 97,2% obj. alkoholu etylowego współczynnik lotności wynosi 1, w związku z czym nie da się zwiększyć stężenia alkoholu w roztworze powyżej tej wartości metodą zwykłej destylacji czy rektyfikacji. Jest to tzw. mieszanina azeotropowa, a jej temperatura wrzenia jest nawet niższa od temperatury wrzenia czystego etanolu i wynosi 78,15 °C.
W gorzelniach rolniczych prowadzi się prostą, ale wielokrotną destylację, dzięki której otrzymuje się destylat rolniczy (spirytus surowy) o zawartości etanolu 88%–94% obj. Zawiera on jeszcze takie zanieczyszczenia jak aldehydy, estry, alkohole wyższe, ketony, kwasy nadające mu nieprzyjemny smak i zapach. W celu ich usunięcia spirytus oczyszcza się później w procesie rektyfikacji.
Do destylacji wykorzystuje się aparaty odpędowe działające w systemie periodycznym lub ciągłym. Aparaty działające okresowo są najstarszym typem urządzeń do odpędzania alkoholu. Do kotła wlewano zacier zawierający alkohol, zawartość ogrzewano, a pary spirytusu o coraz mniejszej zawartości etanolu skraplały się w chłodnicy i były zbierane do osobnego zbiornika. Powszechne były one do połowy XIX w.; obecnie stosuje się je tylko w produkcji specjalnych napojów spirytusowych, np. wódek owocowych. Wymagają większych nakładów pracy i są droższe w eksploatacji. Aparaty odpędowe o działaniu ciągłym występują w dwóch typach: jednokolumnowe i dwukolumnowe.
Oddzielanie alkoholu od zacieru zachodzi na półkach odpędowych i rektyfikacyjnych. Im wyższa półka, tym moc destylatu znajdującego się na niej jest większa. Pary z najwyższej półki trafiają do deflegmatora, gdzie część z nich skrapla się i wraca na półki kolumny. Jest to tzw. flegma. Zawracanie to jest koniecznie, by półki były zalane płynem, ponieważ wówczas może zachodzić wzmacnianie par alkoholu. Ilość zawracanej flegmy jest kilkakrotnie większa od ilości odbieranego destylatu. Stosunek tych ilości nazywany jest stopniem deflegmacji i w aparatach odpędowych mieści się w granicach 2–3, natomiast w aparatach rektyfikacyjnych – 4–5.
Do podstawowych części aparatu jednokolumnowego należy:
- kolumna zacierowa
- kolumna spirytusowa
- deflegmator
- chłodnica[73].

W aparacie jednokolumnowym kolumna spirytusowa znajduje się bezpośrednio nad kolumną zacierową, a w większości przypadków nad kolumną spirytusową znajduje się deflegmator. Zacier podgrzewany jest najpierw w deflegmatorze i spływa na najwyższą półkę kolumny zacierowej. Zacier w kolumnie ogrzewany jest parą z bełkotki umiejscowionej w dolnej części kolumny. Przelewa się on na niższe półki, tracąc stopniowo alkohol i inne substancje lotne. Dochodząc do dolnej części, nie powinien zawierać już alkoholu i stanowi wywar usuwany przez syfon lub regulator odpływu wywaru. Pary spirytusu przechodzą do kolumny spirytusowej i tam ulegają wzmacnianiu. Większość par skrapla się w deflegmatorze i wraca do kolumny spirytusowej (flegma); część par przechodzi do chłodnicy i spływa stamtąd do odbieralnika jako spirytus surowy. Kolumna zacierowa ma zwykle 12–16 półek, a kolumna spirytusowa od kilku do kilkunastu – im więcej, tym mocniejszy można uzyskać produkt.
Aparat dwukolumnowy ma takie same urządzenia co jednokolumnowy, ale kolumna zacierowa i spirytusowa nie są ułożone w jednej linii a obok siebie. Deflegmator w niektórych aparatach tego typu, podobnie jak w jednokolumnowych, może być ustawiony bezpośrednio na kolumnie spirytusowej. W aparatach dwukolumnowych można uzyskać spirytus o wyższej mocy, są one niższe, więc wymagają niższych budynków, ale są też droższe zarówno w budowie, jak i w eksploatacji.
Wywar jest cieczą pozostałą po odpędzie spirytusu z odfermentowanego zacieru. Tradycyjnie wykorzystuje się go jako pasza dla zwierząt przeżuwających. Na terenach, gdzie nie prowadzi się hodowli zwierząt traktowany jest jako odpad, którego utylizacja może stanowić istotny problem. Świeży, nieprzetworzony wywar ma wysoką wartość odżywczą jako pasza dla bydła, ale nie nadaje się do dłuższego przechowywania. W celu przedłużenia jego trwałości można poddać go zagęszczeniu i suszeniu bądź kiszeniu. Poszukuje się też alternatywnych sposobów jego wykorzystania, np. jako nawóz lub podłoże hodowlane dla drożdży paszowych (SCP).

### Rektyfikacja

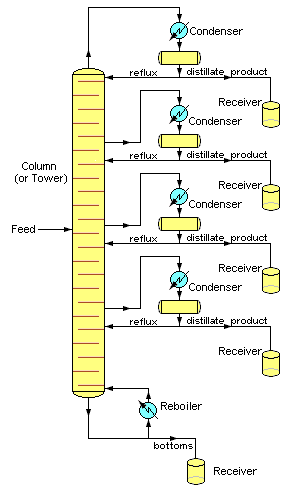
Schemat odbierania poszczególnych frakcji podczas rektyfikacji (destylacji frakcyjnej)

Nierektyfikowany spirytus używany jest w produkcji niektórych wódek, np. starki, śliwowicy. Do wyrobu innych potrzebny jest spirytus pozbawiony większości zanieczyszczeń, tzw. rektyfikat uzyskiwany w procesie rektyfikacji spirytusu surowego. Aparaty rektyfikacyjne działają na podobnej zasadzie jak aparaty odpędowe, ale mają znacznie więcej półek i możliwość odbioru poszczególnych frakcji. Rektyfikacja ma charakter wielokrotnej destylacji (na półkach kolumn aparatu) oraz destylacji frakcyjnej, ponieważ obok głównej frakcji – etanolu, odbiera się frakcje przedgonów (o większej lotności) oraz niedogonów (o mniejszej lotności).
Związki zanieczyszczające spirytus surowy mają różną temperaturę wrzenia oraz różne współczynniki lotności. Substancje te można dokładniej scharakteryzować przez wyznaczenie współczynnika rektyfikacji, który jest stosunkiem współczynnika lotności danego związku do współczynnika lotności etanolu. Jeśli współczynnik rektyfikacji ma wartość większą od 1, to zanieczyszczenia mają charakter przedgonów i to one wydzielają się w początkowej frakcji. Kiedy współczynnik ten jest niższy od 1, zanieczyszczenia mają charakter niedogonów.
Wartości współczynników rektyfikacji zmniejszają się w miarę wzrostu stężenia etanolu w roztworze. W przypadku takich związków jak aldehyd octowy, octan metylu, mrówczan etylu, octan etylu są one zawsze wyższe od jedności i zawsze należą do frakcji przedgonów. Inne, jak alkohol amylowy, przy niskiej mocy roztworu należą do przedgonów, a przy wysokiej – do niedogonów. Znajomość współczynników rektyfikacji oraz mocy spirytusu, przy której zmieniają swój charakter z przedgonów na niedogony pozwala określić, w jakich miejscach kolumny rektyfikacyjnej będą gromadzić się te zanieczyszczające związki, i z których półek będzie można je odebrać.
Aparaty rektyfikacyjne dzielą się na dwukolumnowe (z kolumną epiuracyjną i rektyfikacyjną), trójkolumnowe (z kolumną epiuracyjną, rektyfikacyjną i fuzlową) oraz czterokolumnowe (z kolumną epiuracyjną, odwarową, rektyfikacyjną i fuzlową). W gorzelniach przemysłowych można spotkać aparaty odpędowo-rektyfikacyjne pozwalające na otrzymywanie rektyfikatu bezpośrednio z odfermentowanej brzeczki.
Spirytus surowy przeznaczony do rektyfikacji jest rozcieńczany do mocy 50–60% oraz wstępnie oczyszczany za pomocą wodorotlenku sodu (ługu sodowego) i nadmanganianu potasu. Wodorotlenek sodu tworzy z kwasami sole, które nie są lotne i łatwo je usunąć. Estry pod wpływem ługu sodowego ulegają zmydleniu. Powstają wówczas sole kwasów i uwalnia się alkohol. Nadmanganian potasu jest silnym utleniaczem, zwłaszcza w środowisku kwaśnym. Aby osłabić jego działanie i nie utlenić etanolu, reakcje przeprowadza się w środowisku lekko zasadowym. Nadmanganian potasu utlenia m.in. aldehydy do kwasów, które w obecności zasady przechodzą w sole. Zbyt duże użycie tych dwóch związków do oczyszczania wpływa niekorzystnie na jakość spirytusu, dlatego ich dawkę ustala się laboratoryjnie.

### Zestawianie wódek

#### Wódki czyste
Wódki czyste produkowane są ze spirytusu rektyfikowanego i wody. Spirytus rozcieńcza się w taki sposób, aby miał on moc nieco wyższą od tej zakładanej dla gotowego wyrobu, zwykle o 0,2 p.p., ponieważ nadmiar ten ulega utracie podczas procesów technologicznych. Przy mieszaniu uwzględnia się także zjawisko kontrakcji, powodujące, że z dokładnie odmierzonych ilości spirytusu i wody otrzymuje się po zmieszaniu mniejszą objętość wódki niż wynosi suma objętości składników. Bardzo istotna jest jakość wody – musi być ona pozbawiona wszelkich zapachów i smaku, być demineralizowana. Wódka może być dalej traktowana węglem aktywnym, który adsorbuje niektóre zanieczyszczenia. Niegdyś węgiel stosowano już na etapie oczyszczania spirytusu surowego. Następnie wódka jest filtrowana. Przed rozlewem kieruje się wódkę do zbiornika zwanego wyrównaczem, aby skorygować zawartość alkoholu. W zależności od odchylenia do wódki dodaje się wody lub spirytusu.

#### Wódki gatunkowe

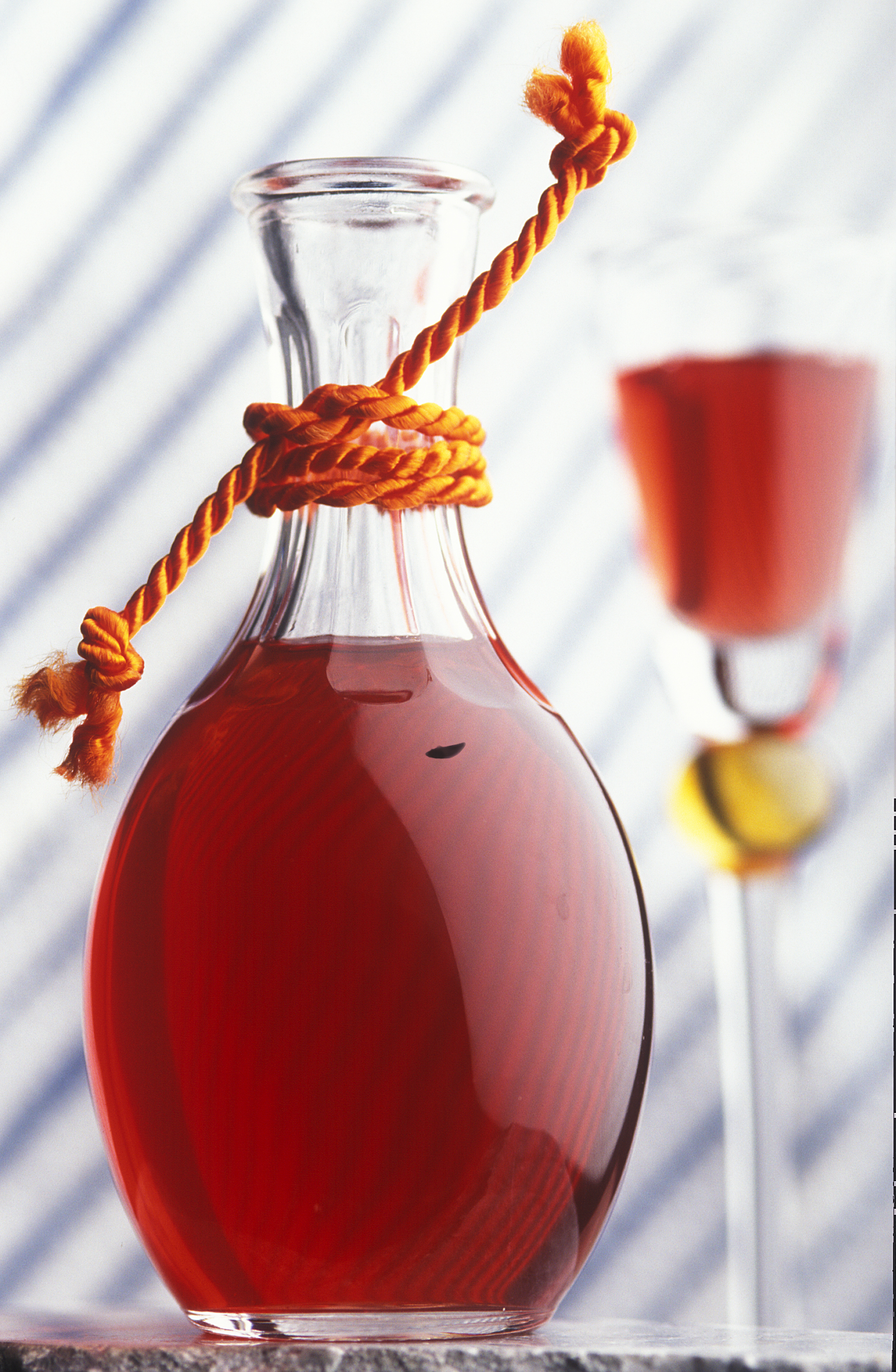
Domowa nalewka porzeczkowa

Wódki gatunkowe są mieszaninami spirytusu i wody z dodatkiem składników aromatycznych, smakowych i ewentualnie barwiących. Niektóre z nich powstają na bazie spirytusu rektyfikowanego, inne – surowego. Do ich wyrobu wykorzystuje się m.in. rozmaite świeże lub suszone owoce, korę i drewno, korzenie i kłącza, zioła i trawy, kwiaty, nasiona, olejki eteryczne, esencje i barwniki. Do półproduktów używanych w produkcji wódek gatunkowych należy syrop cukrowy, karmel, morsy owocowe, nalewy owocowe i korzenno-ziołowe oraz destylaty.
Morsy powstają z soków owocowych uzyskanych w wyniku tłoczenia miazgi owocowej (rozdrobnionych owoców), które są konserwowane przez dodatek spirytusu i klarowane, np. przez leżakowanie. Nalewy owocowe są wodno-alkoholowymi wyciągami z owoców. Zalewa się je określoną ilością spirytusu o mocy 40–85%. Czas produkcji nalewu wynosi ok. 3–4 tygodnie, choć istnieją technologie pozwalające na jego skrócenie. Może on stanowić składnik pomocniczy, uzupełniający właściwości zapachowo-smakowe, np. nalew wiśniowy dodawany do wiśniówki sporządzanej na morsie wiśniowym. Poza tym może być składnikiem podstawowym w niektórych wódkach, np. nalewkach owocowych. Nalewy korzenno-ziołowe można uzyskać przez ekstrakcję na zimno (macerację), ekstrakcję na gorąco (dygestię) lub perkolację. W przypadku niektórych wódek używa się półproduktów uzyskanych przez destylację morsu, nalewu owocowego, pozostałości po zlaniu nalewu lub roztworu wodno-alkoholowego, którym zalewa się surowce korzenno-ziołowe.

## Rynek wódki
Wódki są pod względem produkowanych objętości największą kategorią napojów destylowanych na świecie, wyprzedzając rum, whisky, gin i tequilę. Jej całkowita konsumpcja na świecie w 2012 wyniosła około 4,44 mld litrów. Zdecydowanie największym rynkiem wódki jest Rosja; do innych znaczących należy Ukraina, USA, Polska, Uzbekistan, Białoruś, Kazachstan, Wielka Brytania, Brazylia i Niemcy.
| Pozycja | Marka            | Producent              | Liczba opak. [mln szt.] | Pozycja | Marka                    | Producent                 | Liczba opak. [mln szt.] |
| ------- | ---------------- | ---------------------- | ----------------------- | ------- | ------------------------ | ------------------------- | ----------------------- |
| 1       | Smirnoff         | Diageo                 | 25,5                    | 19      | Burnett’s                | Heaven Hill               | 2,9                     |
| 2       | Absolut          | Pernod Ricard          | 11                      | 20      | Żołądkowa Czysta de Luxe | Stock Spirits Group       | 2,7                     |
| 3       | Chortyca         | Global Spirits         | 7,5                     | 21      | Pinnacle                 | Suntory                   | 2,6                     |
| 4       | Żubrówka         | CEDC                   | 7,1                     | 22      | Ketel One                | Diageo                    | 2,4                     |
| 5       | Svedka           | Constellation Brands   | 4,4                     | 23      | Cîroc                    | Diageo                    | 2,4                     |
| 6       | Krupnik          | Premium Distillers     | 4,4                     | 24      | Gosudarev Zakaz          | Synergy                   | 2,4                     |
| 7       | Pyat Ozer        | Alcohol Siberia Group  | 4,2                     | 25      | Green Mark               | CEDC                      | 2,2                     |
| 8       | Grey Goose       | Bacardí                | 4,0                     | 26      | Sobieski                 | Marie Brizard             | 1,9                     |
| 9       | Skyy             | Gruppo Campari         | 3,9                     | 27      | Żytniówka                | CEDC                      | 1,8                     |
| 10      | Belenkaya        | Synergy                | 3,7                     | 28      | Wyborowa                 | Pernod Ricard             | 1,7                     |
| 11      | Magic Moments    | Radico Khaitan         | 3,6                     | 29      | Eristoff                 | Bacardi                   | 1,7                     |
| 12      | Morosha          | Global Spirits         | 3,5                     | 30      | Talka                    | CEDC                      | 1,6                     |
| 13      | Stolichnaya      | SPI Group              | 3,5                     | 31      | Bulbash                  | Bulbash                   | 1,5                     |
| 14      | Russian Standard | Roust                  | 3,3                     | 32      | Poliakov                 | La Martiniquaise Bardinet | 1,5                     |
| 15      | Soplica          | CEDC                   | 3,1                     | 33      | Gorbatschow              | Henkell                   | 1,4                     |
| 16      | Finlandia        | BrownForman            | 3,0                     | 34      | Prestige                 | Stock Spirits Group       | 1,1                     |
| 17      | Red Square       | Halewood International | 3,0                     | 35      | Ladoga                   | Tsarskaya                 | 0,7                     |
| 18      | Medoff           | Eastern Beverage Co    | 2,9                     |         |                          |                           |                         |

Sprzedaż alkoholu cechuje się sezonowością. O ile napoje niskoalkoholowe sprzedają się w największych ilościach w lecie, w okresie dobrej pogody, alkohole mocne jak wódka sprzedają się najlepiej w zimie.
Wódka jest niedrogim napojem alkoholowym – produkuje się ją z tanich surowców, nie trzeba przykładowo utrzymywać winnic, aby je pozyskać, produkcja trwa krótko (trunek nie musi dojrzewać), gorzelnia może mieścić się w dowolnym miejscu, a nawet samą produkcję można zlecić innym podmiotom.

### Gorzelnie rolnicze
Gorzelnie rolnicze przez stulecia brały udział w produkcji spirytusu i wódki. Nie ma ustalonej definicji takiego zakładu, ale na własne potrzeby Związek Gorzelni Polskich zdefiniował go jako gorzelnię przerabiającą surowce rolne o zdolnościach produkcyjnych do 5 mln l na rok. Przed II wojną światową na terenie Polski funkcjonowało ok. 1200 niewielkich gorzelni rolniczych, w 1995 – 950, w 2000 – 380, a w 2016 już tylko ok. 60. Jeszcze do 2005 w Polsce dominował dwufazowy model produkcji destylatów wykorzystujący gorzelnie rolnicze – wytwarzany w nich destylat rolniczy był transportowany do innego zakładu dla dalszej obróbki, czasem na dużą odległość, co zwiększało koszty. Sektor paliwowy kupował destylat rolniczy w celu odwodnienia i wykorzystania w biopaliwach; sektor spirytusowy destylat poddawał rektyfikacji i produkował z niego napoje spirytusowe takie jak wódka. Nowoczesne zakłady produkują destylat metodą jednofazową, gdzie jego wytwarzanie i przerabianie zachodzi w jednym miejscu. Obecnie w zasadzie w żadnym innym państwie należącym do UE nie wykorzystuje się gorzelni rolniczych, poza Niemcami i Austrią, gdzie wytwarza się w taki sposób ok. 10% etanolu, który następnie poddaje się rektyfikacji. W Niemczech są one dotowane przez rząd.
Głęboki kryzys gorzelni rolniczych spowodowany jest m.in. importem tańszego etanolu, rozbudową dużych zakładów produkujących alkohol etylowy, nakładaniem na małe gorzelnie rolnicze identycznych wymagań odnośnie do warunków produkcji jak na duże zakłady przemysłowe, rosnącym podatkiem akcyzowym na przestrzeni lat, niekorzystną polityką wobec bioetanolu i skażonego alkoholu technicznego, potrzebą modernizacji (polegającej m.in. na unowocześnieniu lub wymianie kotła parowego, przejściu na tzw. zimne zacieranie, zwiększeniu pojemności kadzi fermentacyjnych, automatyzacji).

### Polski rynek wódki

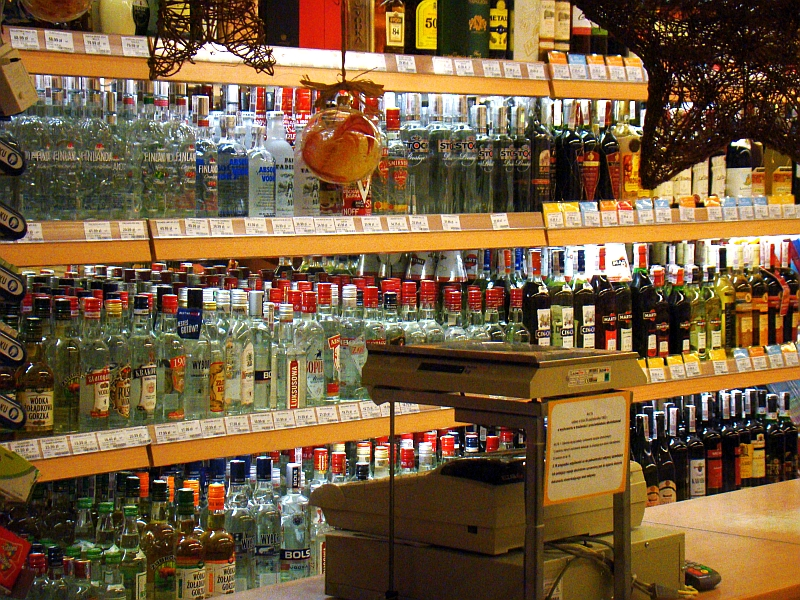
Oferta wódek w polskim sklepie

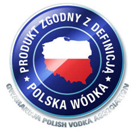
Symbol oznaczenia geograficznego Polska Wódka/Polish Vodka

W 2007 Polska z eksportera stała się importerem alkoholu etylowego. Tymczasem polskie gorzelnie, wykorzystując przede wszystkim zboża i ziemniaki, stosując tradycyjne technologie, wytwarzają jakościowo lepszy spirytus niż ten trafiający do Polski z zagranicy. Szacuje się, że do Polski przybywa ponad 100 mln litrów taniego spirytusu rocznie, który wykorzystywany jest m.in. do produkcji wódek.
Pewne nadzieje na przywrócenie produkcji wódek z polskich surowców rolniczych miał dać program „Polska Wódka”, ale nie osiągnięto założonych efektów. Producenci na ogół nie są chętni, by zawierać długoterminowe kontrakty z gorzelniami na dostawę spirytusu dobrej jakości, z którego mogliby produkować wódki z oznaczeniem „Polska Wódka”, nie przywiązują wagi do pochodzenia spirytusu. Oznaczenie „Polska Wódka” mają następujące wódki:
- Wyborowa Pernod Ricard: Wyborowa, Luksusowa, Pan Tadeusz, Wyborowa Exquisite, Premium, Ostoya
- Gutt Vodka: Herbal Vodka, Pure Vodka, Pepper Vodka.

Przemysł spirytusowy pośrednio i bezpośrednio daje w Polsce ok. 100 000 miejsc pracy i zasila budżet kwotą ponad 11 mld zł rocznie. Mimo że polskie wódki cieszą się uznaniem na świecie, to jednak udział ich eksportu w sprzedaży ogółem jest niski. Tymczasem w przypadku szkockiej whisky udział ten dochodzi do 90%, jest ona obecna na 200 rynkach na całym świecie i ma to związek ze staraniami władz oraz instytucji promujących własny alkohol za granicą, czyniących z niego znak rozpoznawczy Szkocji, tworzących atmosferę dumy z rodzimych markowych specjałów. Według wielu ekspertów polska wódka ma potencjał na osiągnięcie podobnego sukcesu.
Z jednej strony w Polsce na temat wsparcia dla branży spirytusowej patrzy się przez pryzmat patologii społecznych, uzależnień i pijanych kierowców. Z drugiej strony stanowią one realny problem, do czego zapewne przyczynia się nie do końca rozwinięta jeszcze kultura picia alkoholu, spożywanie jednorazowo znacznych ilości mocnych trunków i skupianie się na jego funkcjach odurzających. Szczególnie niekorzystny wizerunek wódki wykształcił się w czasach PRL, kiedy kojarzyła się ona z pijatykami bez umiaru i alkoholizmem.
Kluczowe jest wykształcenie kultury odpowiedzialnego spożycia alkoholu w umiarkowanych ilościach oraz świadomej i uważnej konsumpcji polegającej na zwracaniu uwagi na składniki, walory organoleptyczne, proces produkcji i kraj pochodzenia. Szacuje się, że w roku 2015 tylko 15–20% produkowanej w Polsce wódki spełniało definicję Polskiej Wódki.
W 2013 sprzedaż detaliczna wódki w Polsce wyniosła 275 mln l (6,2% rynku napojów alkoholowych w Polsce), co dało wartość 12,6 mld zł (30,7%). Wyższą sprzedaż spośród trunków miało jedynie piwo – objętość 3819 mln l (86,1%) i wartość 19,3 mld zł (47,0%). Według danych WHO w 2016 przeliczeniu na czysty alkohol udział napojów spirytusowych w spożyciu napojów alkoholowych w Polsce wyniósł 36%, a piwa 56%. Zrównanie obu tych kategorii miało miejsce w latach 1997–1998; wcześniej dominowały napoje spirytusowe. Około trzy czwarte napojów spirytusowych konsumowanych w Polsce to wódka czysta.
Eksport wódki z Polski w 2013 wyniósł 40,25 mln l, a uwzględniając całą kategorię napojów spirytusowych – 50,75 mln l. Największym europejskim odbiorcą jest Francja. Poza UE najważniejszym partnerem handlowym jest USA, gdzie polscy producenci budują rynek wódek ekskluzywnych i wysyłają jej tam więcej niż Rosjanie. Pod względem wolumenu sprzedaży Polska jest największym producentem wódki w UE i czwartym na świecie (po Rosji, USA i Ukrainie).

### Rosyjski rynek wódki
Rosyjski rynek wódki jest największy na świecie pod względem ilości i wartości. Jest też rynkiem bardzo strzeżonym przed nierodzimymi produktami za pomocą skutecznych barier importowych. Według danych z 2017 r. wódki importowane stanowią jedynie 1% rosyjskiego rynku wódki, a na eksport przeznacza się 3% produkcji.
Wódka uznawana jest za napój narodowy Rosji Według danych WHO spożycie wódki w tym kraju jednak stopniowo spada na rzecz piwa. Do zrównania spożycia wódki i piwa w przeliczeniu na czysty alkohol doszło w 2016 (udział wyniósł po 39%). Największymi problemami tamtejszej branży jest gigantyczna nielegalna produkcja bimbru oraz olbrzymia skala nieodpowiedzialnej konsumpcji i związany z tym problem alkoholizmu.

### Ukraiński rynek wódki
Wódka ukraińska przez długi czas pozostawała w cieniu wódek rosyjskich i polskich. Na ogół ukraińskie tradycje związane z wódką są bliższe Rosji niż Polsce. Ogromne ilości wódki, które w czasach carskich i radzieckich były uważane za wódkę rosyjską tak naprawdę pochodziły z terenów Ukrainy. Zachodnia część Ukrainy, Galicja, znajdowała się jednak pod silnymi polskimi wpływami. Najstarsza marka wódki polskiej (i prawdopodobnie na świecie) została założona we Lwowie przez rodzinę Baczewskich w 1782 r. (wówczas pod zaborem austriackim, obecnie na terenie Ukrainy). Do niedawna produkcja wódki ukraińskiej podlegała decyzjom moskiewskich urzędników i przepisom tym samym co wódka rosyjska. Wiele wódek na tych terenach było produkowanych z odpadów przemysłu cukierniczego – melasy, co nie służyło dobrej reputacji. W geście odcinania się od rosyjskiej dominacji producenci ukraińscy usuwają z ukraińskich etykiet słowo wódka i zastępują je słowem horiłka (горілка, odpowiednik gorzałki).

### Nordycki rynek wódki
W Szwecji tradycyjnym napojem destylowanym nie była wódka a brännvin lub akvavit. W XX w. przeprowadzono tam działania mające na celu znaczne zmniejszenie zjawiska nadużywania alkoholu i rynek został całkowicie zdominowany przez państwowy monopol. Lars Olsson Smith, założyciel marki Absolut w 1879, jako pierwszy w Szwecji postanowił produkować destylat oczyszczony. Wyrób nazywał się wówczas Absolut Rent Brännvin, a nazwa z brännvin na wódkę została zmieniona dopiero w 1979 r. W Finlandii tradycyjne napoje destylowane przypominały bardziej skandynawski brännvin niż słowiańską wódkę. Przemysł spirytusowy został znacjonalizowany, a napoje produkowane były przez państwową markę Alko (obecnie Altia). W XIX w. na technologię destylacji duży wpływ mieli Rosjanie. Najbardziej popularna fińska wódka (a przez długi czas jedyna dostępna) to Koskenkorva. Na eksport państwowy Alko wykreował markę Finlandia.

### Rynek wódki w Europie Zachodniej i USA
Wódka w krajach Zachodu stała się popularna w latach 60–70. XX w. Przykładowo w 1967 r. wódka stała się w USA bardziej popularna od ginu, do czego przyczynił się ulubiony drink Jamesa Bonda – wstrząśnięte niezmieszane. Sposób spożycia wódki nie odwoływał się jednak do tradycji związanych z tym trunkiem w Europie Wschodniej. Wódka była alkoholem neutralnym, bez barwy, bez silnego zapachu ani smaku, w związku z czym świetnie sprawdzała się jako składnik koktajli, aby podwyższyć zawartość alkoholu. Poza tym zyskała popularność dzięki dobremu marketingowi i niewysokiej cenie.
W anegdotach opowiada się, że wódkę używali uwodziciele, którzy niepostrzeżenie dolewali bezsmakowej wódki do soku ofiary, aby ją upić. W latach 80–90. XX w. pojawiły się na Zachodzie wódki gatunkowe (smakowe). Tamtejsi producenci wódek nie zdecydowali się jednak naśladować tego typu napojów, za którymi stała długa tradycja. Skupili się raczej na tworzeniu napojów alkoholowych przypominających popularne napoje bezalkoholowe jak lemoniada.
Jeszcze pod koniec XX w. wódki produkowane w Europie Zachodniej na rodzimy rynek były produkowane przez firmy o pseudorosyjskich nazwach (np. B.Jelzin) skupionych na tanich produktach, do zastosowania wyłącznie w koktajlach. Obecnie wiele marek postanowiło podążyć za przykładem Szwecji i Finlandii, próbując powtórzyć ich sukces. USA może się pochwalić największym rynkiem wódki i najbardziej wydajną produkcją alkoholu, która bazuje na kukurydzianym surowcu. Jednak rodzime amerykańskie marki wódki nie są tak popularne jak importowane europejskie.

## Spożycie wódki
Wódka w Polsce spożywana jest w najczęściej jako samodzielny trunek, podobnie w Rosji, podczas gdy na zachodzie Europy i w USA najczęściej jako składnik rozmaitych koktajli.

### Modele spożycia alkoholu
pas wódki – wzór wschodnioeuropejski
     pas wina – wzór śródziemnomorski
     pas piwa – wzór anglosaski
     wódka
     wino
     piwo

Na podstawie dominującego modelu spożycia alkoholu kraje europejskie można podzielić na trzy grupy:
pas wódki – wzór wschodnioeuropejski
pas wina – wzór śródziemnomorski
pas piwa – wzór anglosaski

Państwa Europy pogrupowane wg preferowanego napoju alkoholowego spożywanego per capita w przeliczeniu na litr czystego alkoholu (dane z 2010)
wódka
wino
piwo

We współczesnych kulturach europejskich można wyróżnić trzy wzory picia alkoholu, wiążące się z grubsza z dominacją wina, piwa lub wódki:
- Wzór śródziemnomorski zakłada częste spożywanie wina w niewielkich ilościach. Wino jest tam elementem diety, a nacisk położony jest na farmakologiczne właściwości alkoholu.
- Wzór anglosaski, obecny również w krajach germańskich i niektórych słowiańskich zakłada częste powolne spożywanie piwa oraz rozcieńczonych napojów spirytusowych (whisky and soda, long drinks).
- Wzór wschodnioeuropejski, obecny w Europie północnej, środkowej i wschodniej, zakłada spożycie jednorazowo dużych ilości alkoholu, przede wszystkim wódki. Nacisk położony jest na funkcje odurzające alkoholu. Taki wzór picia dominuje m.in. w Polsce[104], choć zmienia się on stopniowo na anglosaski[120]. Niesie on więcej negatywnych konsekwencji dla zdrowia niż inne modele[104].

Kultura spożywania alkoholu w Polsce kształtowana była przez wieki w wyniku oddziaływania wielu czynników. Alkohol odgrywał bardzo ważną rolę w ekonomii od XVI w. – właściciele dóbr ziemskich, a potem państwo mogło czerpać niemałe dochody z podatków nakładanych na alkohol. Destylaty można było wyprodukować z nadwyżek zboża, a poza tym łatwo można było przechować i wymienić później na inny towar, co było szczególnie ważne w dobie kryzysów. Plaga pijaństwa była wówczas zwykle efektem frustracji, beznadziei, braku rozrywek. Alkohol był też narzędziem politycznym do utrzymywania statusu quo. Picie alkoholu, a zwłaszcza wódki, stało się wreszcie ważnym aspektem spotkań towarzyskich. Wykształcił się pewien przymus picia związany z tradycją gościnności, zasadą „zastaw się a postaw się” obecną w wielu kulturach, zwłaszcza w Europie Środkowej i Wschodniej. Wypicie alkoholu było oddaniem szacunku dla osoby wznoszącej toast, a jego odmowa – wyrazem zniewagi dla gospodarza. Ponadto zmuszanie do picia ułatwiało osiąganie celów takich jak zawieranie umów czy zdobywanie przychylności wpływowych ludzi. Częstowanie gości alkoholem aż do stanu całkowitego upojenia opisywał już w XVI w. kronikarz Jędrzej Kitowicz. Tak wykształcone normy kulturowe dodatkowo wspierały rozpowszechnione przekonania, że apele o umiarkowane picie są przeznaczone dla innych nacji, ponieważ rzekomo Polacy są przyzwyczajeni do mocnych alkoholi w przeciwieństwie do obcokrajowców. Jednocześnie takie normy nie dotyczyły kobiet, od których oczekiwano abstynencji.
Powyższy obraz funkcjonowania wódki obowiązywał jeszcze w Polsce Ludowej. Zdaniem Wojciecha Burszty picie wódki było wówczas dodatkowo odreagowaniem magnackości przedwojennej kultury polskiej, brataniem się z robotnikiem i menelem – od klasowości do równości. Od czasu upadku PRL nastąpił skok cywilizacyjny polegający na wzroście kultury picia alkoholi. Jeszcze na początku lat 90. XX w. dominowało spożycie najtańszych wódek; obecnie najpopularniejsze są napoje o niskiej zawartości alkoholu, przede wszystkim piwo, a przy tym rośnie sprzedaż ekskluzywnych trunków. Producenci alkoholi znacznie większą wagę niż niegdyś przywiązują do jakości, podejmują wiele inicjatyw mających na celu wykształcenie kultury odpowiedzialnej konsumpcji alkoholu, np. angażują się w akcje przestrzegające przed prowadzeniem samochodu w stanie nietrzeźwości.
Nieodpowiedzialne spożycie alkoholu powoduje szkody indywidualne i społeczne. W odbiorze społecznym alkohol nadal utożsamia się z wódką, choć to nie ona jest najczęściej spożywanym alkoholem. Biorąc pod uwagę, że zarówno wódka, jak i piwo czy wino zawierają taki sam alkohol – etylowy, również spożywanie wódki może mieścić się w ramach zrównoważonego i zdrowego stylu życia pod warunkiem zachowania umiaru i nieprzekraczania zalecanych dawek alkoholu, oraz wykluczając osoby, które alkoholu nie powinny spożywać wcale jak dzieci, młodzież czy kobiety w ciąży.
Na polskim rynku alkoholi największy udział ma piwo, zarówno pod względem wartości (29,6 mld zł), jak i ilości sprzedaży. Przemysł spirytusowy to ponad jedna trzecia całego sektora alkoholowego. Biorąc pod uwagę objętość czystego alkoholu etylowego w produktach, udział wyrobów spirytusowych w rynku stanowi 37,4% pod względem ilościowym oraz 34,7% pod względem wartości sprzedaży (21,9 mld zł). Wódka czysta dominuje w segmencie spirytusów, generując 13,8 mld zł obrotu w 2023 roku, co odpowiada 63% tego rynku. Mimo to, jej udział w całkowitej sprzedaży stopniowo maleje. W latach 2002-2008 wynosił 80–83%, a obecnie jest o 20 punktów procentowych niższy. Wódka pozostaje także kluczowym produktem eksportowym. W 2023 roku wartość jej sprzedaży za granicą wyniosła ok. 830 mln zł (193 mln euro). 
W UE wyraźne są dwa odmienne style prowadzenia polityki zdrowotnej związanej z alkoholem – północny, restrykcyjny oraz południowy, liberalny. Model północny występujący w krajach skandynawskich zakłada bardzo wysokie podatki nałożone na alkohol oraz inne ograniczenia. Przykładowo w Szwecji państwo ma monopol na sprzedaż napojów alkoholowych o zawartości alkoholu powyżej 3,5% obj. (Systembolaget). Liczba sklepów oferujących takie produkty jest ograniczona, ograniczone są godziny otwarcia, a żeby zrobić w nich zakupy, należy mieć ukończone 20 lat. W modelu południowym (np. Cypr, Włochy, Hiszpania, Bułgaria) stawki akcyzy na napoje spirytusowe są względnie niskie, czasem również niższy jest wiek, jaki trzeba osiągnąć, by móc je zakupić. Stanowisko większości państw UE, w tym Polski, można umiejscowić pośrodku między północnym a południowym stylem polityki alkoholowej.
Nadmierne restrykcje nie tylko nie rozwiązują problemu nieodpowiedzialnego spożycia alkoholu, ale często przynoszą odwrotny skutek. Ograniczenie dostępu i zwiększanie podatków powoduje wzrost przemytu i nielegalnej produkcji, zmniejszają się wpływy do budżetu państwa, rośnie szara strefa. Według szacunków Związku Pracodawców Polskiego Przemysłu Spirytusowego w 2010 r. stanowiła ona co najmniej 15% całego polskiego rynku spirytusowego, co wiązało się z utratą przez budżet ok. 1,2 mld PLN. W 2023 roku straty budżetowe spowodowane nielegalną sprzedażą alkoholu o wysokiej zawartości alkoholu wyniosły około 1,3 mld zł. 

### Serwowanie wódki i degustacja

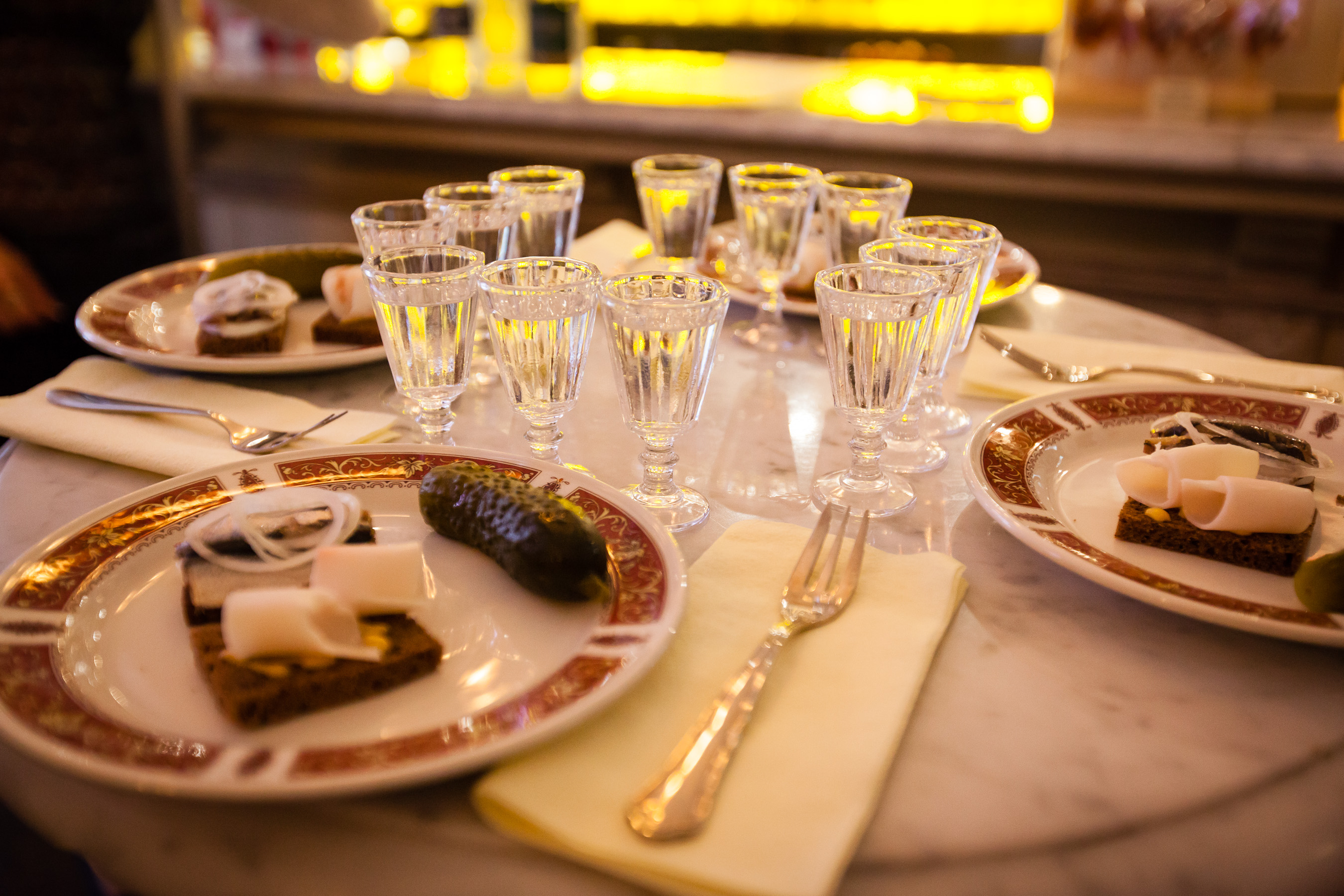
Wódka podana z zakąską

Sposób serwowania wódki w znacznej mierze zależy od gatunku i jakości wódki. W Polsce najczęściej wypija się wódkę jednym duszkiem z kieliszka mieszczącego ok. 40 g mocno schłodzonego trunku, może być ona popijana sokiem lub napojem gazowanym. Może też być zakąszana – praktyka ta jest szczególnie popularna w Rosji. Im wódka jest gorszej jakości, tym bardziej powinna być schłodzona. Podawanie zimnej, wręcz zmrożonej wódki sprawdza się przy wznoszeniu toastów. Wówczas warto również, by uprzednio zmrozić kieliszek, i aby posiadał on nóżkę – dzięki temu alkohol nie ogrzeje się nawet przy dłuższym trzymaniu kieliszka w ręku.
Wódki wysokiej klasy raczej degustuje się niż wznosi nimi toasty, pijąc jednym haustem. Jakościowe wódki pije się w temperaturze piwnicy (10–15 °C) lub temperaturze pokojowej. Zaleca się je podawać w kieliszkach w kształcie tulipana, z czarką zwężającą się ku górze (np. w tradycyjnych kieliszkach do koniaku). Najpierw degustator poznaje aromat wódki, przystawiając nos do kieliszka, później smak, biorąc do ust niewielką ilość napoju i trzymając go w ustach kilkanaście sekund. Po przełknięciu sprawdzany jest posmak.

### Wartość odżywcza
Wódki jako napoje spirytusowe mają wysoką wartość energetyczną ze względu na znaczną zawartość alkoholu, zwykle około 40%. Poza tym niektóre zawierają również cukier w różnych ilościach dodatkowo zwiększający kaloryczność, najwięcej te określane likierami i kremami. Wódka, stanowiąc mieszaninę wody i wysokoenergetycznego etanolu, ma niską wartość odżywczą.

### Koktajle

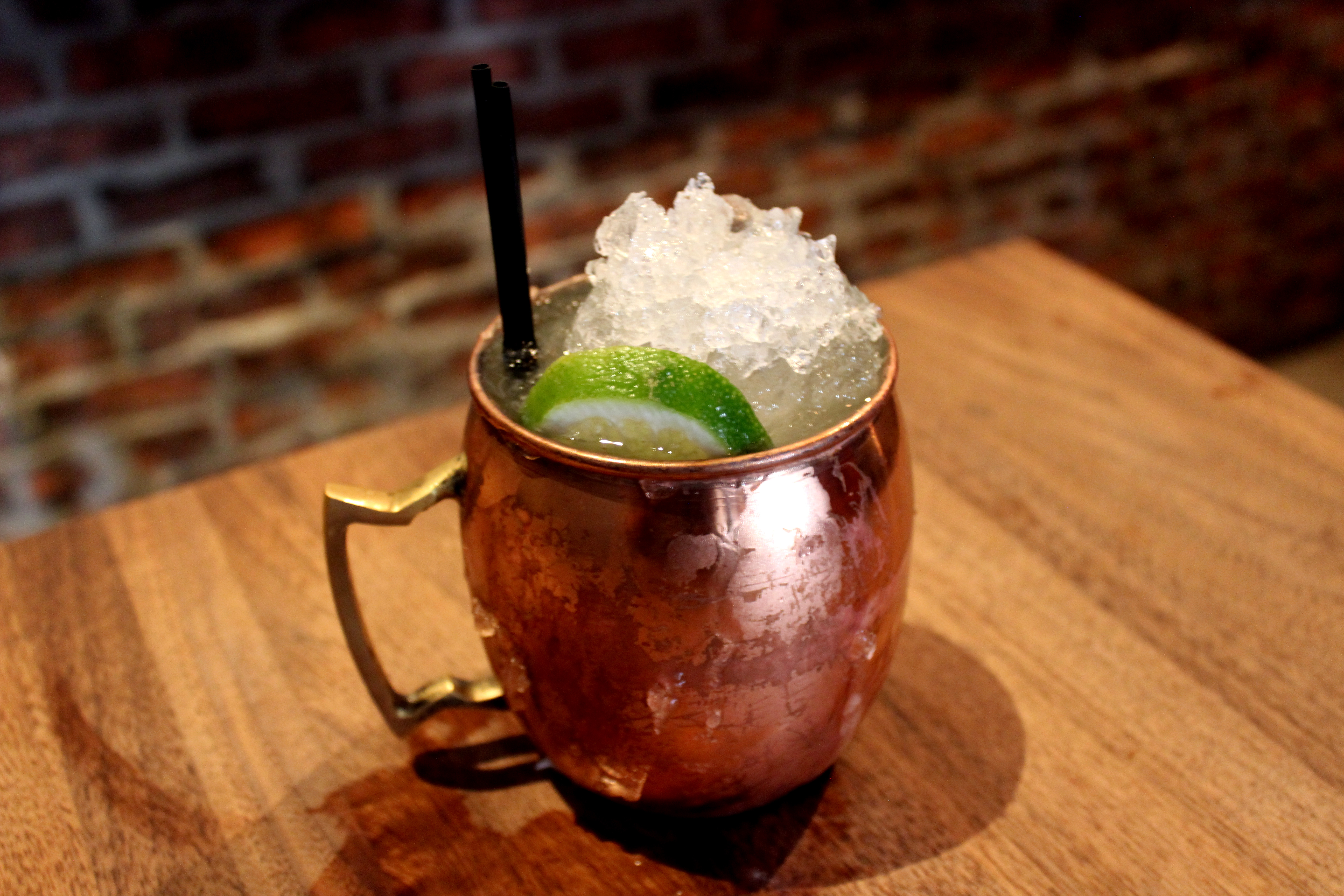
Drink Moscow Mule na bazie wódki podany w tradycyjnym miedzianym naczyniu

Marka wódki Smirnoff, założona jeszcze w Rosji carskiej w II poł. XIX w., została w 1938 r. sprzedana amerykańskiej firmie Heublein, która zajmowała się dystrybucją alkoholi. Zainteresowanie Amerykanów wódka wzbudziła dzięki chwytliwemu hasłu „White whiskey – no smell, no taste” → Biała whiskey – bez zapachu, bez smaku. W 1941 r. w USA opracowano koktajl alkoholowy Moscow Mule sporządzany przez zmieszanie wódki i piwa imbirowego. Napój ten uznaje się jako pierwszy koktajl na bazie wódki. Bez wątpienia był pierwszym, który spopularyzował wódkę poza jej tradycyjnymi rynkami. Stała się ona cenionym składnikiem rozmaitych drinków ze względu na neutralny aromat i smak, a jej popularność rozprzestrzeniła się również na Europę Zachodnią. Przepisy na koktajle z użyciem rozmaitych wódek były w Polsce publikowane przed II wojną światową i polecane do wykwintnych obiadów. Tego typu posiłki oraz serwowane do nich koktajle zanikły w związku z odmiennym stylem życia w czasie komunizmu. W późniejszych latach wymyślono w Polsce kilka nowych koktajli (np. Rose de Varsovie), ale w dużej mierze odbywało się to w ramach rządowych starań o zwiększenie eksportu wódki za granicą.
Do klasycznych koktajli na bazie wódki, poza Moscow Mule, należy: Krwawa Mary, Salty dog, Biały Rosjanin, Czarny Rosjanin, Harvey Wallbanger, Sex on the Beach, Cosmopolitan, Godfather, Sea Breeze, Cape Codder, Bull shot, Vodka Sling.

## Wódka w kulturze

### Ojczyzna wódki
O miano ojczyzny wódki rywalizują dwa kraje – Polska i Rosja. Nie można jednak wyznaczyć dokładnego momentu, w którym opracowano technikę produkcji wódki. Był to długi proces ewolucji destylowanego napoju. Nie można też uznać wódki za produkt przynależący bezsprzecznie do jednego narodu, jest ona owocem wymiany pomysłów i materiałów dokonywanej przez wielu sąsiadów i partnerów. Mimo tego anglojęzyczne publikacje na temat wódki najczęściej przedstawiają ją z rosyjskiego punktu widzenia, opisując wódkę rosyjską, a opinia publiczna, np. w USA, na ogół utożsamia wódkę z Rosją. W staraniach o ustalenie pierwszeństwa tradycji jednego kraju czasami podaje się wręcz absurdalne przedziały czasowe, w których miałaby zostać opracowana wódka (nawet VIII–XI w.), bądź wspomina o rzekomym werdykcie międzynarodowego sądu arbitrażowego.

### Wódka w dawnej polskiej obyczajowości
Wódka jest niewątpliwie elementem polskiej kultury i tradycji. Jest ona często obecna podczas najważniejszych uroczystości i spotkań towarzyskich. Uznawana jest za tradycyjny polski napój. Stanowi także istotny towar eksportowy rozpoznawalny na całym świecie. W badaniach z 2015 r. przeprowadzonych na zlecenie Stowarzyszenia Polska Wódka 55% Polaków wymieniło ją na pierwszym miejscu wśród produktów, którymi podjęliby zagranicznych gości. Analogicznie Rosjanie uważają wódkę za główny symbol Rosji, choć jednocześnie jako najbardziej palący problem Rosji wymieniają alkoholizm.
Alkohol, w tym wódka, była i jest często istotnym elementem biesiadowania rozumianego jako przyjęcie, uczta, impreza, balanga, biba, których uczestnikami są co najmniej dwie osoby spożywające alkohol. Często takie biesiady przeradzały się w pijatyki, do czego przyczyniał się obowiązek gospodarza zwany prynuką (przynuką). Polegał on na zapraszaniu, a nierzadko przymuszaniu gości do nadmiernego jedzenia i picia, także alkoholu, i w pewnej formie zwyczaj ten obecny jest nadal w kulturze polskiej. Jędrzej Kitowicz wspominał, że niektórzy szlachcice w XVIII w. wręcz odczuwali satysfakcję, kiedy dowiadywali się, że dzień po suto zakrapianej uczcie ich gości znaleziono ze złamanymi zębami, kończynami albo bez pieniędzy. Jaskrawym przykładem był niestroniący od alkoholu Adam Leon Małachowski, który zmuszał wszystkich swoich gości, włączając posłańców, służących i księży, do wypijania toastów za swoje zdrowie aż do utraty przytomności.
Do rozpoczęcia biesiady pretekstem mogła być niemal każda okazja. Sama potrzeba usankcjonowania picia sugeruje, że picie powszednie nie spotykało się z aprobatą, oraz że picie wiązało się z czasem święta (sacrum). W wiekach XVII–XVIII pijaństwo było wywindowane do głównego elementu życia towarzyskiego. Podczas biesiad organizowano rozmaite zabawy pijackie, np. wyścigi w piciu. Obowiązkiem gospodarza w tych czasach było wzniesienie toastu na stojąco za zdrowie wszystkich współbiesiadujących, zaczynając od gościa najwyższego rangą, a wraz z gospodarzem obrządek ten spełniali wszyscy pozostali. Kobiety musiały zachowywać pozory uczestnictwa w uczcie, ale zazwyczaj tylko dotykały ustami brzegów kieliszka, a jego zawartość wylewały pod stół lub na talerz.
Czas panowania Stanisława Augusta Poniatowskiego położył kres saskiemu rozpasaniu, nastała moda na obyczaje europejskie, a upijanie się przestało być akceptowane społecznie (wyjątek stanowiło środowisko artystów, cyganeria artystyczna). Spożycie wódki jednak nie zmalało – stała się ona trunkiem tanim i ogólnodostępnym.
Wódka była obecna m.in. w staropolskiej tradycji zaręczyn. Kontakty matrymonialne nawiązywało się niegdyś za pośrednictwem swatów. Swat (dziewosłęb) przychodził do chałupy panny, wyjmował butelkę gorzałki i prosił o podanie kubka. Kiedy go otrzymał, nalewał wódki i podawał do wypicia rodzicom i pannie. Zwyczaj nakazywał, by panna okazywała zawstydzenie. Wypicie wódki przez rodziców oznaczało, że kandydat na męża został przyjęty. Kilka dni później miały miejsce zaręczyny (tzw. zrękowiny, zmówiny). Obecny na nich był kandydat, który przynosił ze sobą wódkę, wiktuały i czasem prezenty. Wypicie z nim wódki i podanie ręki przez dziewczynę na znak zgody oznaczało nieodwołalne przyjęcie go (stąd zwrot starać się o rękę i nazwa zrękowiny). Krępowano się odmawiać wprost. W środowisku wiejskim odmowa polegała zasadniczo na nieprzyjęciu gorzałki. W środowisku mieszczańskim i szlacheckim odmawiano, np. podając czarną polewkę lub arbuza. Jeszcze w Słowniku języka polskiego wydawanym w latach 1900–1927 pojawia się powiedzenie „przyjeżdżał do niej z wódką” w znaczeniu przyjeżdżał do niej z oświadczynami. Poza tym u polskiej szlachty występował zwyczaj zakopywania w ziemi beczki z alkoholem z okazji narodzin syna i otwierania jej dopiero na jego przyjęciu weselnym.
W czasach PRL-u nastąpił wzrost spożycia alkoholu, pito w sposób nieodpowiedzialny, prowadzący do szybkiego odurzenia, zaczęto bardziej tolerować picie alkoholu przez kobiety i dziewczęta. Podczas uczt typowe było pobłażliwe odnoszenie się do osób pijanych lub zatrutych alkoholem. Pojawił się również zwyczaj picia podczas rodzinno-religijnych uroczystości, np. pierwszej komunii.

### Wódka w kulturze Rosji i Europy Wschodniej
Zwyczaj wznoszenia toastów w Europie Wschodniej i Zachodniej ma długą tradycję. W czasach średniowiecznych w całej Europie zaproszeni na ucztę goście pili uroczyście z jednego pucharu. W Europie Wschodniej wznoszenie toastów i prynuka odgrywała bardzo istotną rolę w życiu społeczności wszystkich warstw społecznych. Z tą tradycją związany jest również kult mocnej głowy. Polegał on na swoistej rywalizacji, który z uczestników biesiady wytrzyma najdłużej, pijąc kolejne toasty.
Pewne elementy powyższych tradycji są nadal kultywowane. Oczekuje się przykładowo od biesiadników, by każdy wypił zawartość swojego kieliszka do dna. Dyplomaci służący w Rosji oraz Rosjanie na wysokich urzędniczych stanowiskach podczas oficjalnych przyjęć potajemnie wylewają zawartość kieliszków przy kolejnych toastach, albo też opuszczają kolejki, kiedy współbiesiadnicy tracą już rachubę. W przeszłości bardzo przestrzegano, by wszyscy goście wypili alkohol do dna, a ci, którzy tego nie robili, byli demaskowani i zmuszani do wypicia podwójnej ilości.
Nadużywanie alkoholu powiązane jest też z czasami, kiedy długie kolejki za produktami żywnościowymi i ciągłe niedobory były na porządku dziennym. Niewiele w takim świecie było innych dostępnych rozrywek niż upijanie się wódką, która pozostawała stosunkowo tania. Wiąże się to również z tradycją picia dużych ilości alkoholu podczas różnego rodzaju uroczystości obserwowaną wśród słowiańskich narodów. Według historyka Davida Christiana może ona mieć swoje źródło jeszcze w czasach pogańskich, kiedy uważano, że abstynencja obraża bogów.
Zdaniem Marka Lawrence’a Schrada wódka w Rosji jest bardzo ważnym narzędziem polityki władz państwowych. Z jednej strony uciskani znajdują w wódce ukojenie, z drugiej jest ona przyczyną ich biedy. Problem nadużywania wódki stanowi najważniejsze wyzwanie dla Rosji. Był główną przyczyną obniżenia się oczekiwanej długości życia do 59 lat dla mężczyzn w latach 90. XX w. Z drugiej strony uzależnienie od wódki pomaga utrzymać bierność i uległość obywateli wobec władzy oraz zapewnia spore wpływy. Z tego powodu przez wieki kolejne generacje autokratycznych władców Rosji nie miały interesu, aby podjąć skuteczną walkę z alkoholizmem obywateli, a wręcz przeciwnie – opłacało im się taki stan pogłębiać. Zdarzało się, że władze „częstowały” wódką – w 1941 r. żołnierze Armii Czerwonej otrzymywali dzienny przydział 100 gramów wódki, co miało działać mobilizująco i zmniejszać strach przed śmiercią. Podobne praktyki stosowane były już w XVIII w. za czasów Piotra Wielkiego. Autor stawia tezę, że powszechne nieodpowiedzialne spożywanie alkoholu w Rosji nie jest trwałą cechą związaną z czynnikami kulturowymi, a wynikiem politycznych decyzji.
Wódkę niegdyś pito do posiłku, podobnie jak to się robi z winem. W Rosji zachował się zwyczaj zakąszania, jednak coraz rzadziej spożywana jest wraz z posiłkiem. Przerwanie tych tradycji wiąże się z powstaniem negatywnych skojarzeń wódki z pijaństwem i alkoholizmem podczas epoki komunizmu. Zwyczaj podawania napojów spirytusowych lub wzmacnianego wina jako aperitifu czasami przypisuje się rosyjskim lub skandynawskim tradycjom kulinarnym, zanim zaczęto to kojarzyć powszechnie z Francuzami. O ile jeszcze do niedawna w europejskich restauracjach wódkę podawano wyłącznie do kawioru, tak obecnie coraz częściej serwowana jest regularnie również z innymi daniami. Przykładowo Hugh Johnson poleca wódkę np. do wędzonego łososia, węgorza czy tatara. Jako digestif (napój alkoholowy spożywany po posiłku) dla wielu jednak wódka czysta jest zbyt surowa, ale w tym celu pija się czasem niektóre wódki gatunkowe, np. Unicum czy Becherovkę.
Istotne różnice w stylu picia alkoholu między Wschodem a Zachodem widoczne są w wyrażaniu zaprosin do wspólnego spożycia. O ile Francuz zaproponuje aller prendre un verre (pójść na kielicha), w Europie Wschodniej będzie to raczej butelka wódki stawiana na stół. W dodatku oczekuje się, że zostanie ona opróżniona w całości.

### Wódka w tekstach kultury

#### Polskojęzyczne teksty kultury
W tekstach kultury wódka budzi najczęściej raczej negatywne skojarzenia. Właściwie nie ma we współczesnej literaturze polskiej radosnej powieści o dobrym piciu, jak np. Colas Breugnon, a sam alkohol prawie nigdy nie stanowi wątku głównego. Istnieje jednak wiele tekstów, w których bohaterowie nadużywają wódki i to ona, niejako z drugiego planu, steruje pijanymi bohaterami.
Sebastian Fabian Klonowic w poemacie Roxolania (1584) i traktacie Worek Judaszów (1600) krytykował ten napój i przedstawiał konsekwencje wynikające z jego nadużywania. Z kolei Jan Chryzostom Pasek w Pamiętnikach z końca XVII w. krytycznie wyrażał się o konkurencyjnych alkoholowych napojach rosyjskich. Jego kpinę można interpretować jako wyraz przekonania o wyższości polskiego trunku nad trunkami wschodnich sąsiadów, ponieważ wódka stała się wówczas elementem polskiej dumy narodowej.
W 1614 r. powstał żartobliwy poemat Jurka Potańskiego Wódka albo gorzałka opiewający uroki tego trunku. W tym czasie rósł problem pijaństwa, do tego stopnia, że zaczął istotnie przyczyniać się porażek wojennych (np. bitwa pod Korsuniem, bitwa pod Piławcami). Z drugiej strony w języku francuskim do dziś używa się powiedzenia soûl/ivre comme un Polonais → pijany jak Polak. Choć współcześnie ma ono zabarwienie pejoratywne, wyrażenie to miał ukuć sam Napoleon wdzięczny Polakom w związku z bitwą pod Somosierrą. Według jednej wersji miał powiedzieć, że trzeba być pijanym jak Polak, żeby osiągnąć takie zwycięstwo. Według innej, dowódcy francuscy chcieli umniejszyć rolę Polaków w tym sukcesie, wskazując, że byli pijani. Napoleon miał na to im odpowiedzieć, żeby w takim razie następnym razem byli pijani jak Polacy.
Antoni Pułaski miał mawiać „Kto pije, ten łebski. Kto nie pije, ten kiepski”, a w jego czasach, czasach saskich „za mniejszy nietakt uchodził atak torsji przy stole niż uchylanie się od picia”.
W pierwszych latach po II wojnie światowej literatura skupiała się na opisie niedawnych, tragicznych wydarzeń, w których alkohol pojawiał się czasem w tle. Od 1948 r. zaczął obowiązywać realizm socjalistyczny w literaturze i motyw alkoholu nie pasował do przedstawiania wizji zwycięskiej rewolucji oraz wszelakiej pomyślności. W obliczu odwilży w roku 1955 ukazała się powieść Leopolda Tyrmanda Zły, a w 1956 – zbiór opowiadań Marka Hłaski pt. Pierwszy krok w chmurach. Świat przedstawiony w tych utworach był znacznie bliższy codziennemu życiu doświadczanemu przez czytelników, naznaczonemu przez alkoholizm, akty chuligaństwa i cynizm. W pierwszym z tych utworów alkohol był przede wszystkim elementem tła obyczajowego; u Marka Hłaski alkohol stał się niejako jednym z głównych bohaterów.
Za współczesnego kontynuatora pisarstwa w stylu Marka Hłaski można uznać Jerzego Pilcha. Posługuje się on nostalgiczną groteską i satyrą, pojawia się motyw ucieczki w alkohol i refleksja nad tragizmem ludzkiej egzystencji. Szczególną opowieścią o upadku z powodu pijaństwa, ale i miłości jest Pod mocnym aniołem, na podstawie której powstał film. Motyw wódki pojawiał się również w wielu innych filmach, np. w Żółtym szaliku, w którym umęczony rzeczywistością bohater alkoholik wygłasza kwiecistą mowę na temat rozkoszy płynącej ze spożycia w odpowiedni sposób zimnej wódki.
Alkohol jako środek przynoszący zapomnienie, wzbudzający pogodne refleksje pojawiał się w twórczości Jana Himilsbacha. Wódka jako remedium na obawy i niepewność, sposób wzmocnienia odwagi i sił, źródło ulgi, choćby ulotnej i pozornej przedstawiona jest np. w wierszu Tadeusza Różewicza pt. *** (dlaczego poeci piją wódkę...). W Weselu Wojciecha Smarzowskiego weselne zwyczaje związane z nadmiernym spożyciem wódki prowadziły do upodleń bohaterów, w Domu złym wódka umożliwiała złudzenie ucieczki przed PRL-owską beznadzieją, w Drogówce wzmacniała braterskie więzi i znieczulała. Film Wszyscy jesteśmy Chrystusami Marka Koterskiego opowiada o nałogu alkoholowym przekazywanym z pokolenia na pokolenie i powtarzaniu błędów przodków.

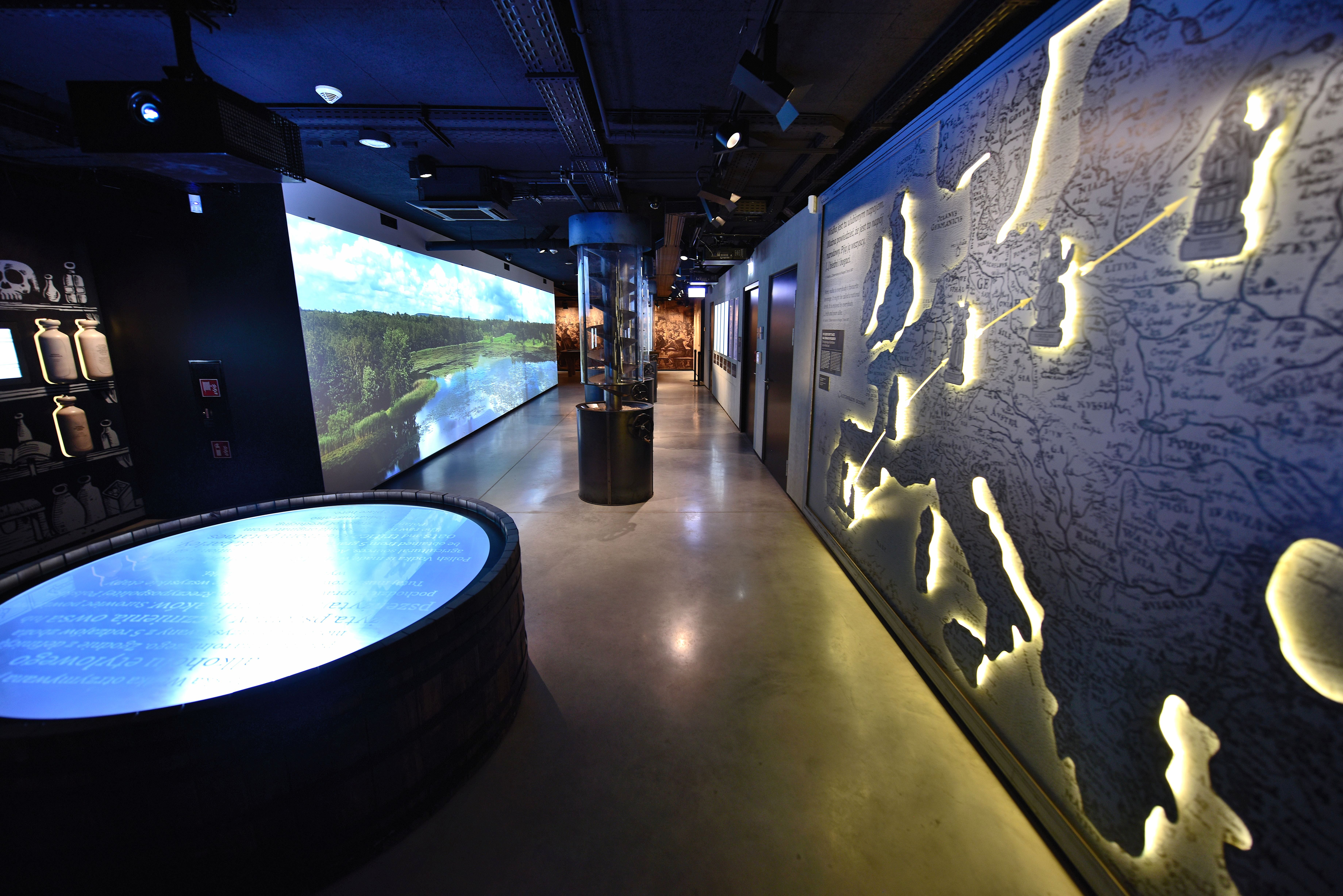
Muzeum Polskiej Wódki w Warszawie

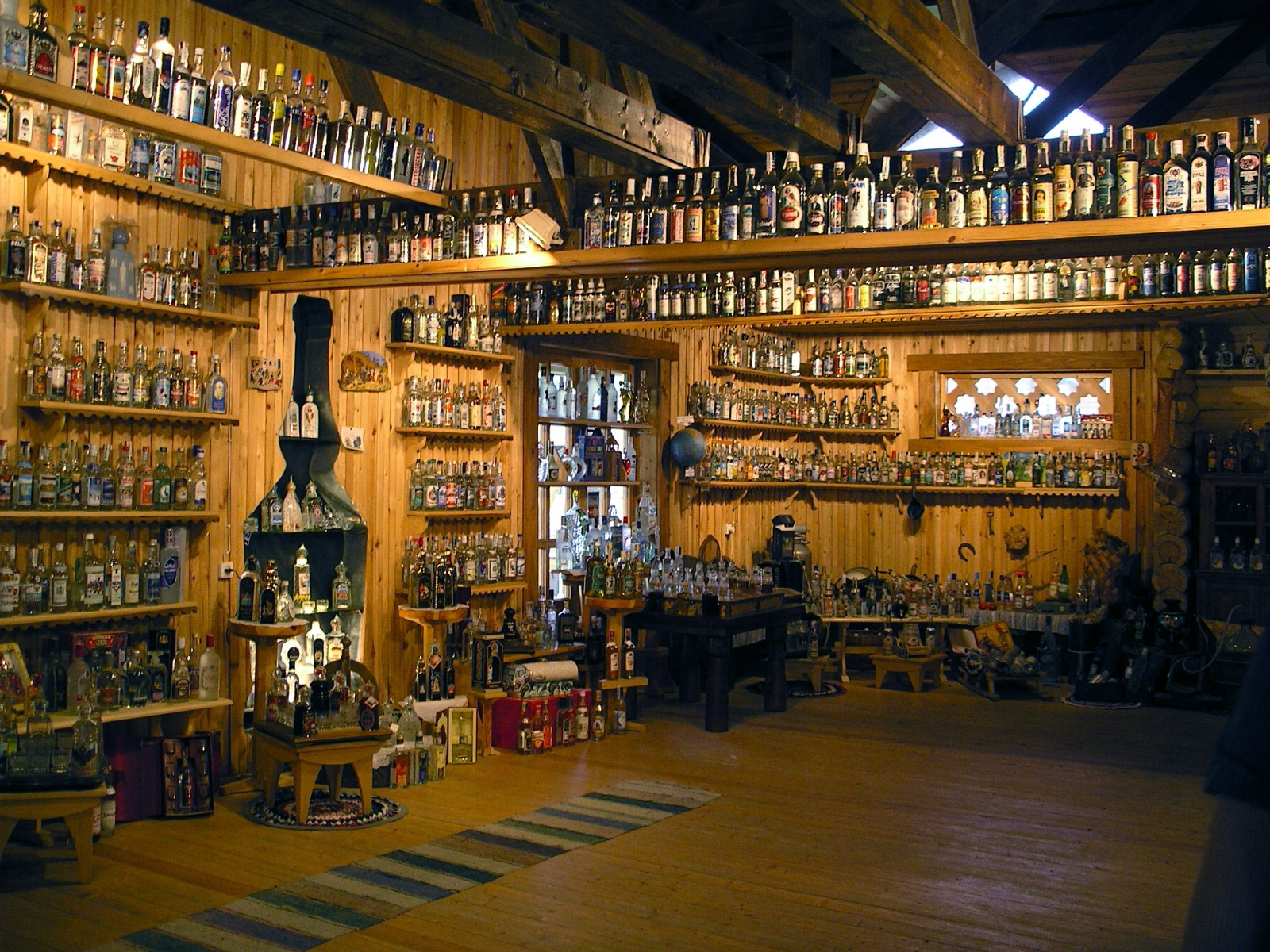
Muzeum wódki w Wierchnich Mandrogach w obwodzie leningradzkim

Wódka pojawia się w tekstach wielu piosenek, np. „Wódka” zespołu Kult. Pojawia się ponadto w wielu przyśpiewkach weselnych, przykładowo:

Gorzka wódka, gorzka wódka,
Nie będziemy pili,
Bo nam dzisiaj państwo młodzi
Jej nie osłodzili!

przyśpiewka weselna Gorzka wódka

Współcześnie coraz bardziej odchodzi się od prostego kojarzenia wódki z degeneracją i alkoholizmem, a zaczyna myśleć jako o napoju mającym wartość kulturową. Od początku jej istnienia występuje pewna ambiwalencja w jej postrzeganiu, wymyka się ona jednoznacznym ocenom. Wódka stanowi bowiem również dobro i dziedzictwo narodowe, jest jednym z atrybutów polskości na świecie.

#### Rosyjskojęzyczne teksty kultury
W tekstach Puszkina, Gogola, Gonczarowa, Tołstoja, Ostrowskiego wódka, czy to w domowym zaciszu, czy w gospodzie spożywana jest przed posiłkiem. W utworze Skazanije o roskosznom żytii i wiesieli (Сказание о роскошном житии и веселии) z XVII w. wspomina się o specjalnych solonych przekąskach na kaca, m.in. kapuście, ogórkach, rydzach, rzodkwi, czosnku i cebuli. Typowe zakąski powstały dopiero w XVIII wieku, a na XIX w. przypada okres ich największej popularności. Wódkę w literaturze rosyjskiej spożywano m.in. z kawiorem, daniami rybnymi oraz marynowanymi grzybami:

Ale w sypialni działy się poza tym rzeczy znacznie okropniejsze: na pufie po jubilerowej rozwalił się w nonszalanckiej pozie trzeci kompan, przerażających rozmiarów czarny kocur z kieliszkiem wódki w jednej łapie i widelcem – na który zdążył już nadziać marynowany grzyb – w drugiej.

Mistrz i Małgorzata – Michaił Bułhakow

Powstają paramedyczne książki, w których opisuje się alkohol jako lekarstwo lub nawet panaceum na wszystkie choroby. O wódce pisze się w nich na przykład, że istnieją tylko jej dwa rodzaje: dobra i bardzo dobra. Niektórzy autorzy, jak chciał bohater książki Bułhakowa, zalecają zamiast zwyczajnej wódki pić czysty spirytus, najlepiej na czczo.

– To wódka? – słabym głosem zapytała Małgorzata.
Kot poczuł się dotknięty i aż podskoczył na krześle.
– Na litość boską, królowo – zachrypiał – czy ośmieliłbym się nalać damie wódki?
To czysty spirytus.

Mistrz i Małgorzata – Michaił Bułhakow

### Muzea wódki
W celu promowania wiedzy na temat wódki (jej historii, sposobu produkcji, wpływów na kulturę), zachęcania do odpowiedzialnej konsumpcji istnieją poświęcone tej tematyce muzea. W Polsce funkcjonuje Muzeum Gorzelnictwa w Łańcucie oraz Muzeum wódki i Muzeum Polskiej Wódki w Warszawie. W Rosji istnieje wiele różnych muzeów związanych z wódką, m.in. Muzeum Wódki w Ugliczu, Muzeum Historii Wódki w Moskwie, Narodowe Muzeum Rosyjskiej Wódki w Moskwie czy Muzeum Rosyjskiej Wódki w Sankt Petersburgu. Na Ukrainie pierwsze muzeum wódki zostało otwarte w Charkowie.

### Nazwy wódek

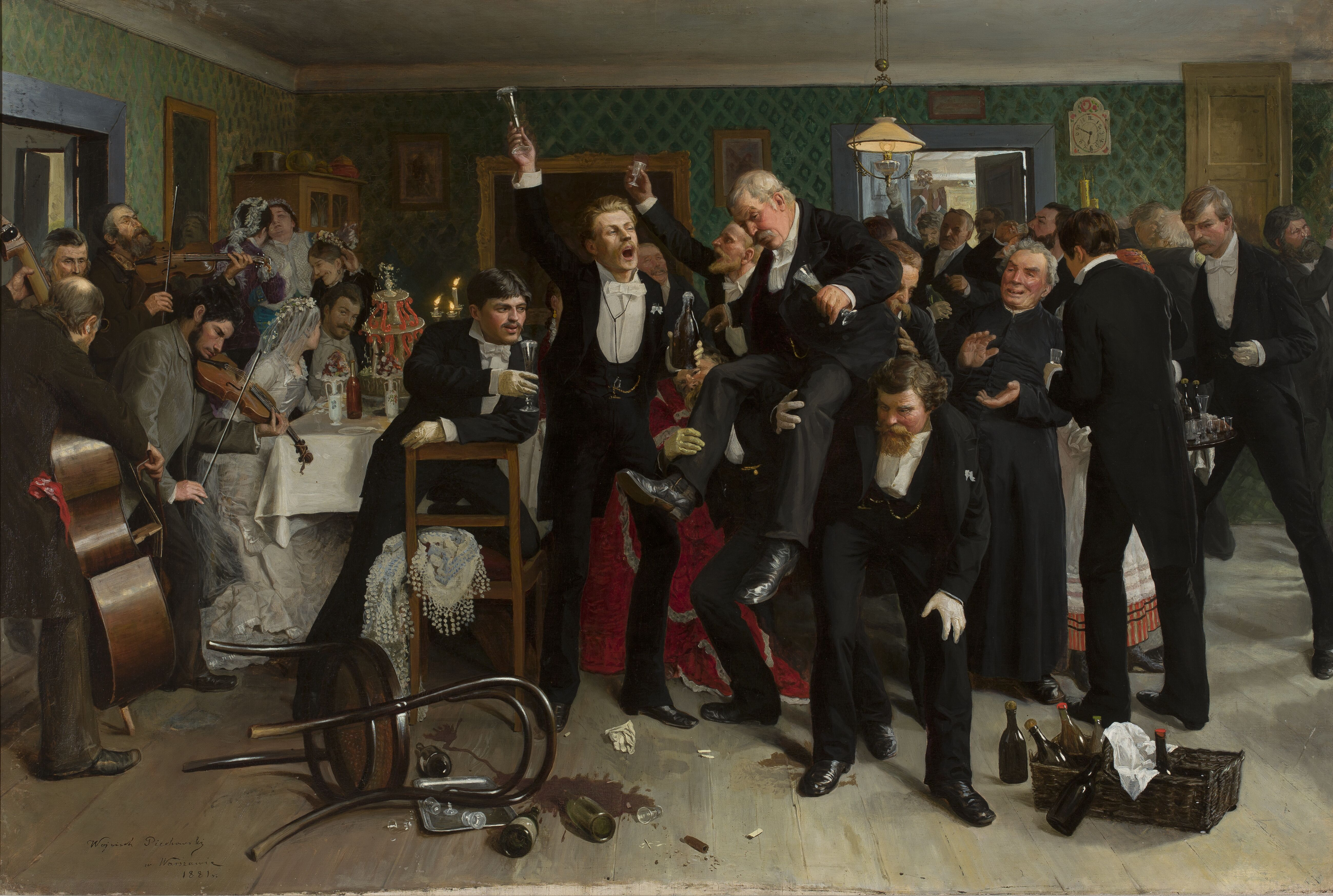
Wojciech Piechowski – Weselny toast, 1881

Zwłaszcza w pierwszej połowie XX w. nadawane nazwy wódek nawiązywały do miejsc bądź postaci ważnych dla historii i kultury polskiej, zarówno autentycznych, jak i literackich, np. Batory, Zawisza Czarny, Sobieski, Pan Tadeusz, Soplica, Polonaise, Copernicus. Takie nazwy mają zapewniać o polskości i regionalności trunku, kojarzą się z długoletnią tradycją. W czasie zaborów etykiety butelek wódki i reklamy mogły pełnić rolę ukrytych deklaracji polskości, mieć funkcje propagandowe. Z drugiej strony, już po odzyskaniu niepodległości, pojawiały się głosy (np. Bolesława Kasprowicza), że nazwy odnoszące się do wybitnych postaci historycznych na butelkach wódki to profanacja i ich umieszczanie powinno być zakazane.
Podobnie w Rosji wódkom nadawano nazwy kojarzące się z rosyjskimi elementami kultury, np. Tovaritch (towarzysz), Gieroy, Carska Złota (Царская золотая).

### Wódka w polszczyźnie

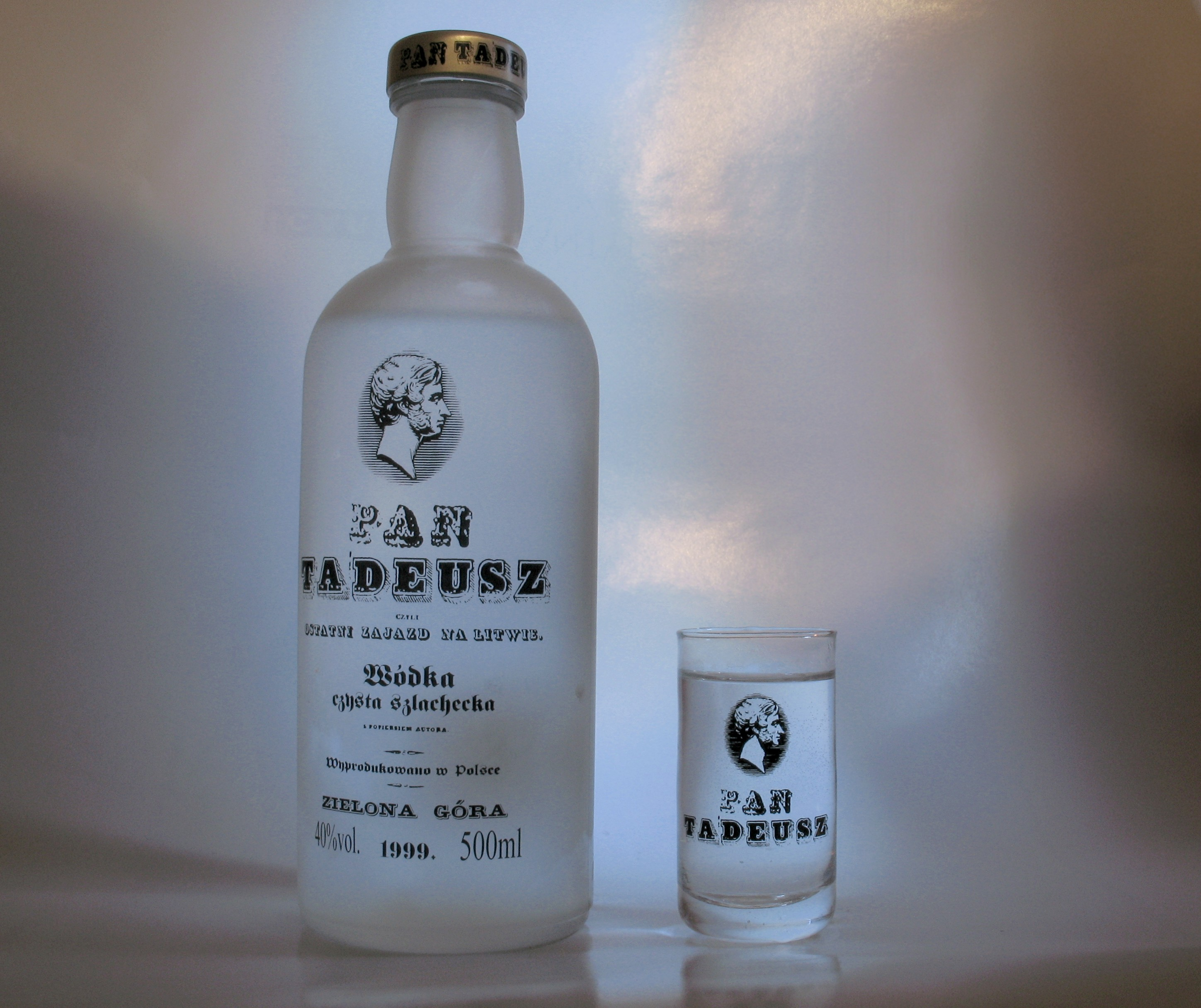
Wódka Pan Tadeusz nawiązująca nazwą do epopei Adama Mickiewicza

W języku polskim występuje bogata leksyka odnosząca się do alkoholu, w tym wódki. Dominuje słownictwo nacechowane stylistycznie. Interesującego materiału dostarcza zwłaszcza Polski słownik pijacki Juliana Tuwima. Na wódkę mawia się m.in. akwa wita, berbelucha, gołda, gorzała, kira, lekarstwo, oranżada, pocieszycielka, szmira, sznaps, woda rozmowna, wóda, wódeczka, wódzia, czysta, czyściocha, czysta ojczysta, karbidówka, mędrochna/mędroszka, siwucha. Wódka pojawia się w niektórych zwrotach frazeologicznych (wódki ani pacierza/brewiarza nie odmawiać, topić smutki w kieliszku wódki, od wódki rozum krótki), istnieje grupa wyrażeń związana ze sposobem jej picia (czytać z lunety → pić prosto z butelki, pić do lustra, pić strzemiennego, pić z gwinta). Bogata jest grupa toastów i zawołań, np. Chluśniem, bo uśniem!; Łykniem, bo odwykniem!; Zdrowie wasze w gardło nasze!; No to cyk (powiedział budzik do zegara)!; No to chlup w ten głupi dziób!; Człowiek nie wielbłąd, pić musi!; Na drugą nóżkę/nogę!; Słońce świeci, ptaszek kwili, może byśmy się napili!; Rybka lubi pływać (przy piciu pod śledzia). Zarówno w Polsce, jak i w Rosji najbardziej popularne jest jednak krótkie na zdrowie! (на здоровье).
Bez poznania przynajmniej niektórych określeń oraz związków frazeologicznych powiązanych z wódką i innymi alkoholami nie da się w pełni zrozumieć niektórych tekstów kultury, a także w pełni zanurzyć się w polskiej kulturze, tradycji i obyczajach. Dla cudzoziemca trudny do rozszyfrowania jest kod wyrażony w pytaniu „Co kupujemy, połówkę czy zero siedem (lub krowę)?” i zupełnie niezrozumiały może być komunikat wyrażony w przygrywce na polskim weselu „A teraz idziemy na jednego”.